# Чорна металургія США
Чорна металургія США — галузь обробної промисловості США. Має високий рівень розвитку. З кінця 19-го століття до 1970-х років, тобто протягом 75 років, США безперервно посідали 1-е місце в світі за обсягами виробництва продукції чорної металургії (чавуну, сталі, прокату). У економіці США у 20 столітті чорна металургія посідала одне з провідних місць за рівнем виробництва і по силі та впливу монополій — її часто називали «ключем» або «барометром» американської економіки (як правило саму по собі, іноді поряд з автомобілебудуванням і енергетикою). В подальшому, роль чорної металургії в економіці США знизилася, крім того, країна втратила домінуючи позиції в світі в цій галузі у зв'язку зі зменшенням виробництва в США та розвитком металургії в інших країнах. Однак, США залишаються серед лідерів в цій галузі.

## Історія

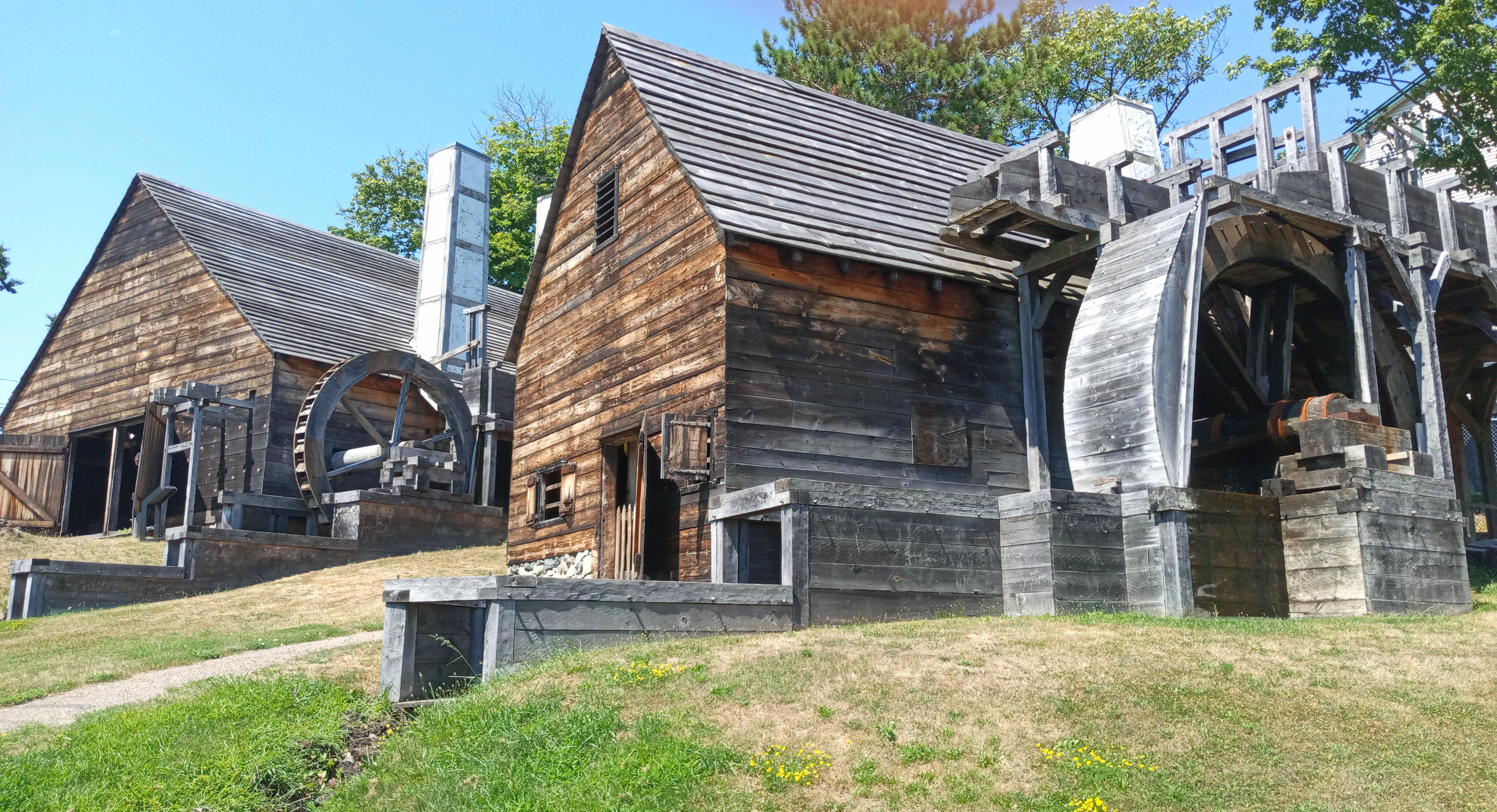
Гамарні американського металургійного заводу 17 століття. Согас. Реконструкція.

До приходу європейських колоністів металургія заліза у індіанців на території США була відсутня. Перші металургійні заводи — мануфактурного типу — з'явилися на території США у 1630-х роках на північному сході країни — неподалік від атлантичного узбережжя. Вони являли собою доменну піч для виплавлення чавуну і гамарню для виготовлення брускового заліза — напівпродукту, яким користувалися ковалі для виготовлення готових виробів. Виникненню і розвитку металургії у місцях поселення сприяли ліси, що давали деревину для випалу деревного вугілля і поклади болотяної руди. Звідси протягом кількох століть, по мірі освоєння величезних територій, центри металургії розповсюджувалися далі на захід.
У 19 столітті розвиток металургії відбувався в цілому на рівні з тогочасними досягненнями техніки. Багаті поклади залізної руди навколо озера Верхнього і великі поклади вугілля у Пенсильванії дозволили Середньому Заходу стати вогнищем американського виробництва.

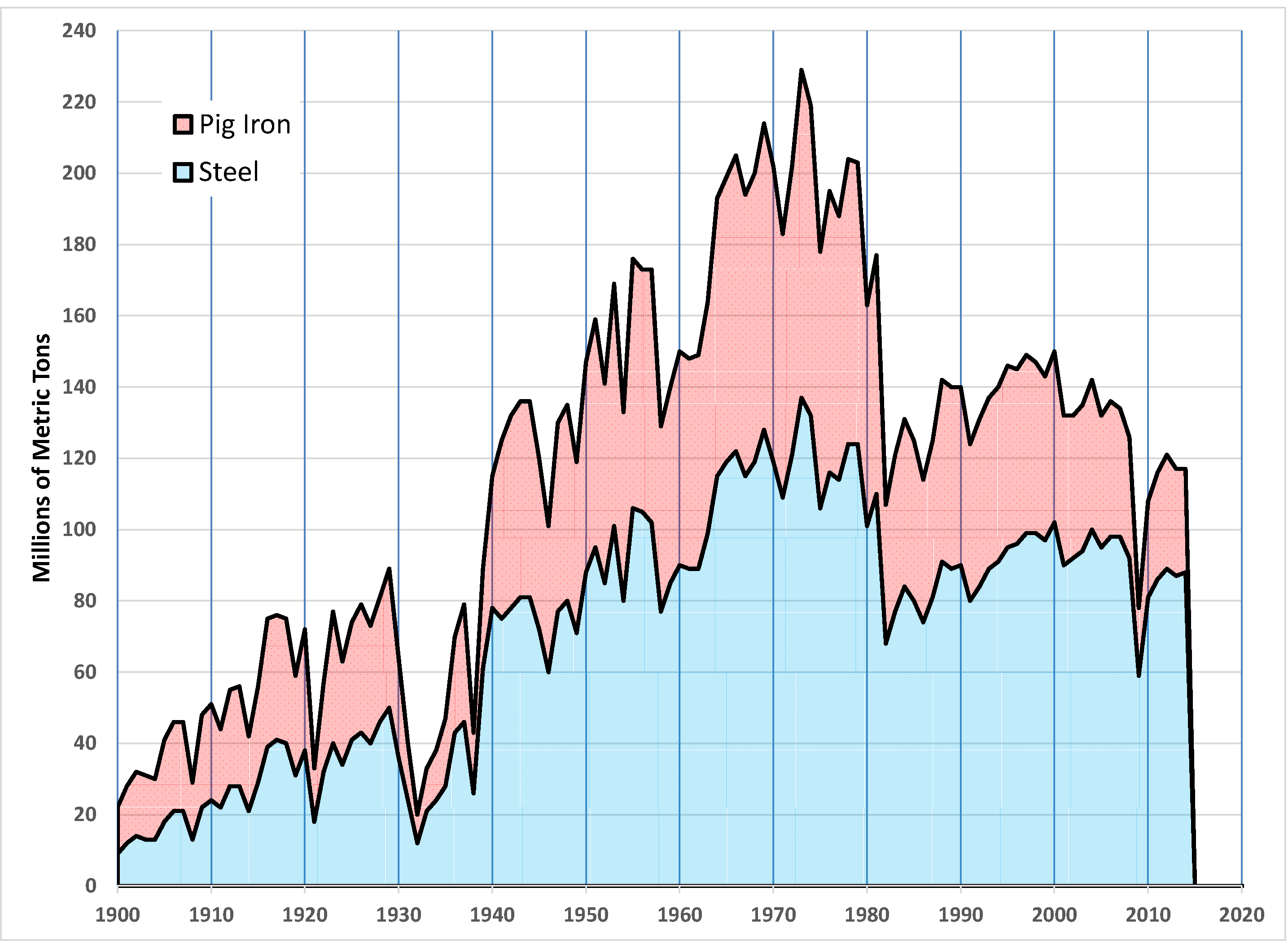
Обсяги виробництва чавуну і сталі у США у 1900—2020 роках.

У період з 1880 року до початку 20 століття американське виробництво сталі зросло з 1,25 млн т сталі до понад 10 млн т. Наприкінці 19 століття країна посіла 1 місце в світі за виробництвом сталі і займала його до 1970 року. Для чорної металургії США у 20 столітті характерною була нестабільність у виробництві — у де-які роки виробництво падало майже у 2-4 рази порівняно з попередніми роками (у 1921, 1929—1933, 1938), тобто було чергування років з зростанням і падінням виробництва. Однак, не дивлячись на падіння, навіть у ці роки США залишалися лідерами світового виробництва чавуну і сталі. З розвитком металургії в інших країнах, зокрема в Японії, частка США зменшилася. З 1950 по 1970 роки частка США у світовому виробництві чавуну знизилася з 45 % до 20 %. У 1970 і 1971 роках США поступилися 1-м місцем у чорній металургії СРСР. :16-17
Чорна металургія Сполучених Штатів пережила спад наприкінці 1970-х років. Через кризу у чорній металургії у 1970-х роках у капіталістичних країнах (англ. Steel crisis) виробництво сталі у США впало з 111,4 млн т у 1973 році і 97,9 млн т у 1979 році до 70 млн т у 1984 році. Падінню виробництва сприяв також імпорт сталі. У 1980-х — 1990-х роках багато заводів, в тому числі великих, було закрито, де-котрі з них було перетворено на музеї просто неба.
У 1980-х роках з'явилися заводи з установками безпосереднього одержання заліза. У 21 столітті спостерігається зростання частки сталі виплавленної з металобрухту, аніж з чавуну.

## Загальні данні

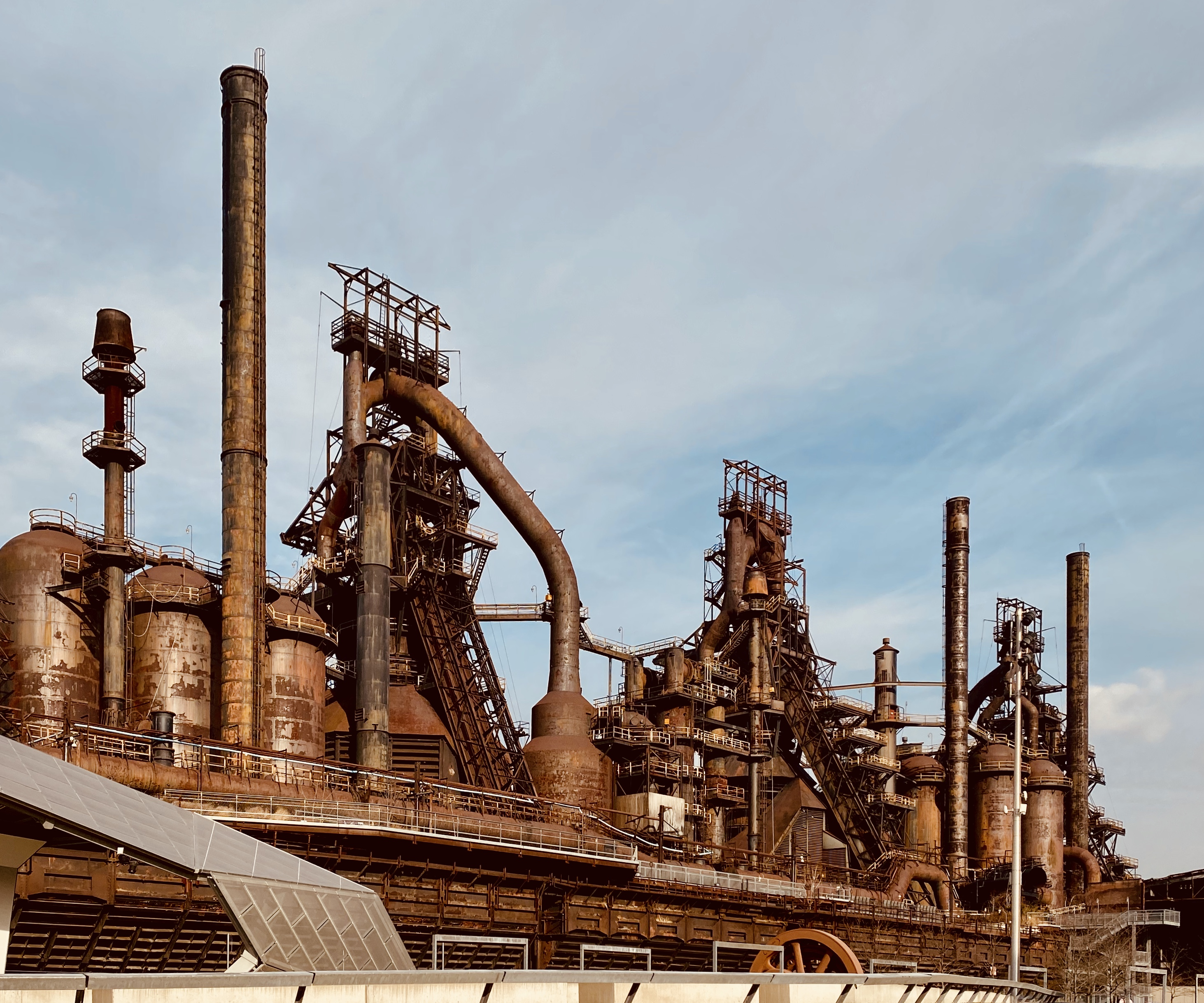
Доменні печі.

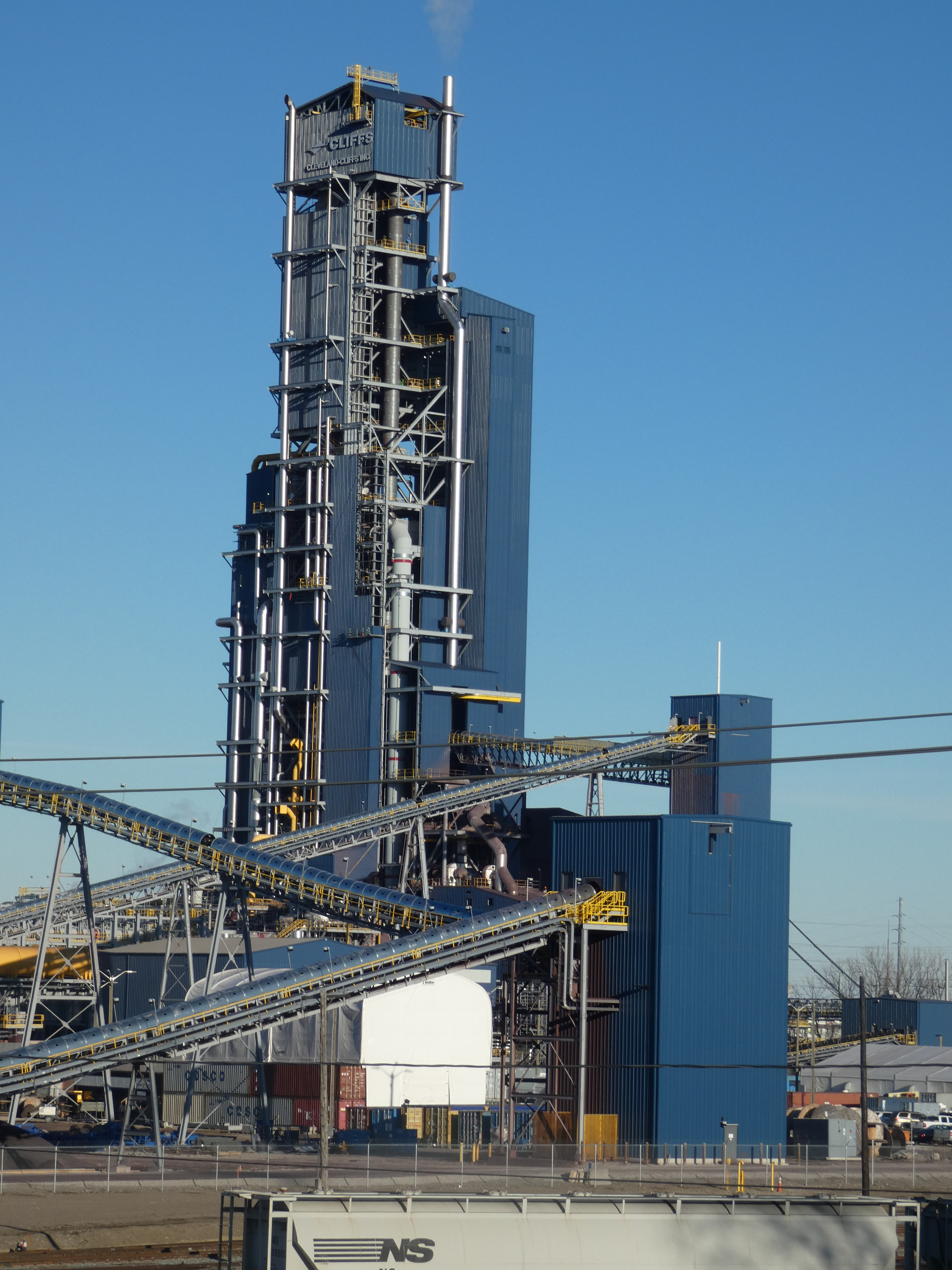
Установка прямого відновлення заліза компанії «Клівленд-Кліфс» у місті Толедо (штат Огайо).

У 2023 році в країні було вироблено 20,6 млн т чавуну, 81,4 млн т сталі і 90,5 млн т готового прокату. США посідають 4-е місце в світі за виробництвом сталі (після Китаю, Індії і Японії), 8-е місце за виробництвом чавуну і 3-е місце за виробництвом готового прокату (після Китаю і Індії) (данні 2023 року). В наш час (2023) для чорної металургії США характерним є домінування виробництва сталі переплавкою металобрухту порівняно з обсягами виробництва первинної сталі, тобто виготовленої за схемою руда — чавун — сталь. З чавуну виплавляють лише 31,7 % сталі у кисневих конверторах, 68,3 % сталі виплавляється з металобрухту і іншої залізовмісної сировини у електросталеплавильних печах. Мартенівського виробництва в країні немає (з 1993 року). За показником споживання сталі на душу населення, який становить для США 266,3 кг (2023 рік), країна посідає 14 місце в світі.:17 Американська металургія у 2023 році виробила сталі на оціночну вартість біля 110 мільярдів доларів, що на 15 % менше, ніж у 2022 році, коли було вироблено металургійної продукції на 128 мільярдів доларів. Чавун, одержаний у доменних печах, переплавляється на сталь, лише частина його розливається на розливних машинах з одержанням бабкового чавуну. Майже вся одержана сталь, призначена для прокатного виробництва, розливається на установках безперервного розливу сталі з одержанням сталевих заготовок і слябів. У 2023 році на установках безперервного розливу сталі було розлито 99,7 % виплавленної сталі, лише 0,3 % було розлито з отриманням зливків У 2017 році було виготовлено лише 295 тис. т зливків..

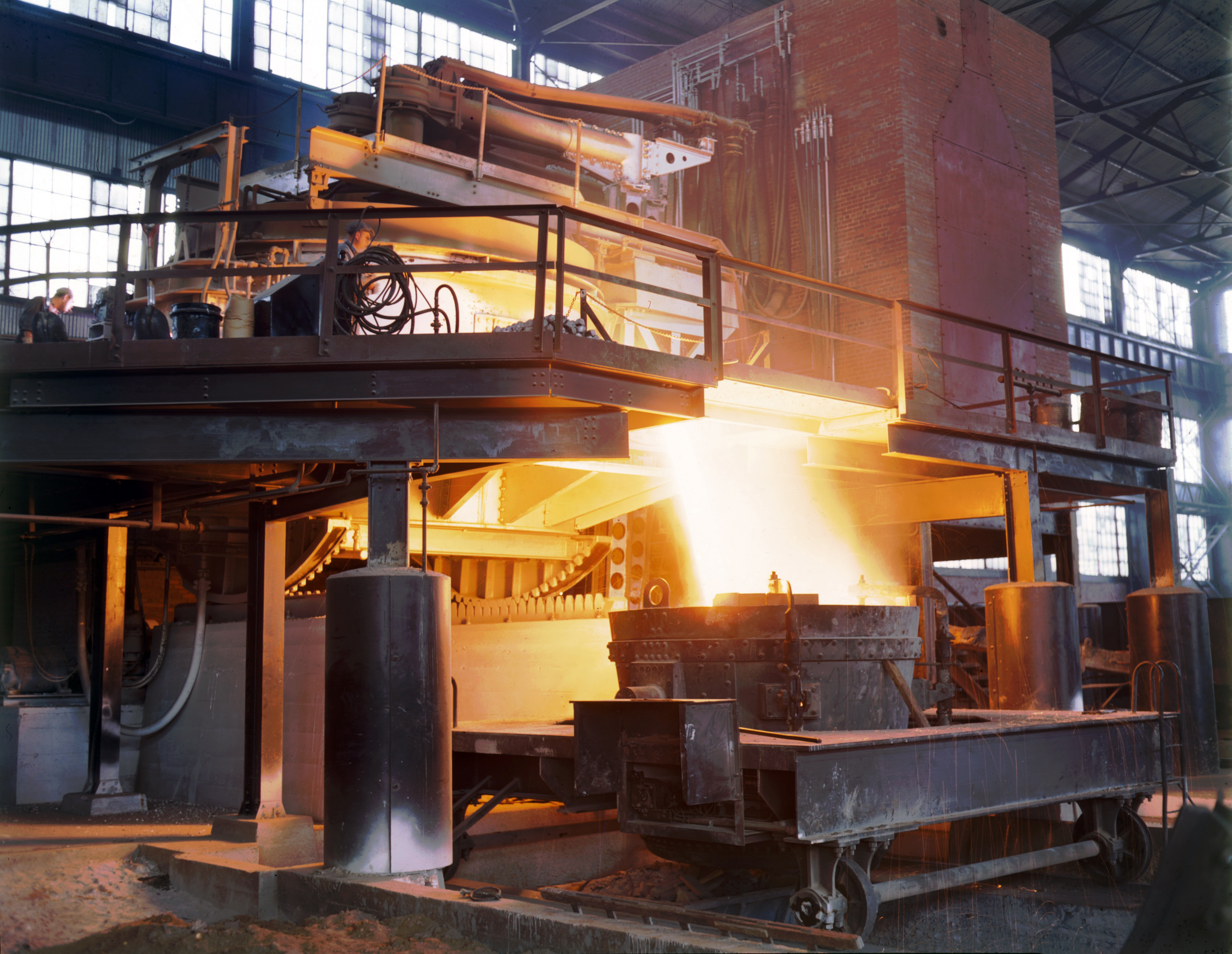
Сталеплавильний цех.

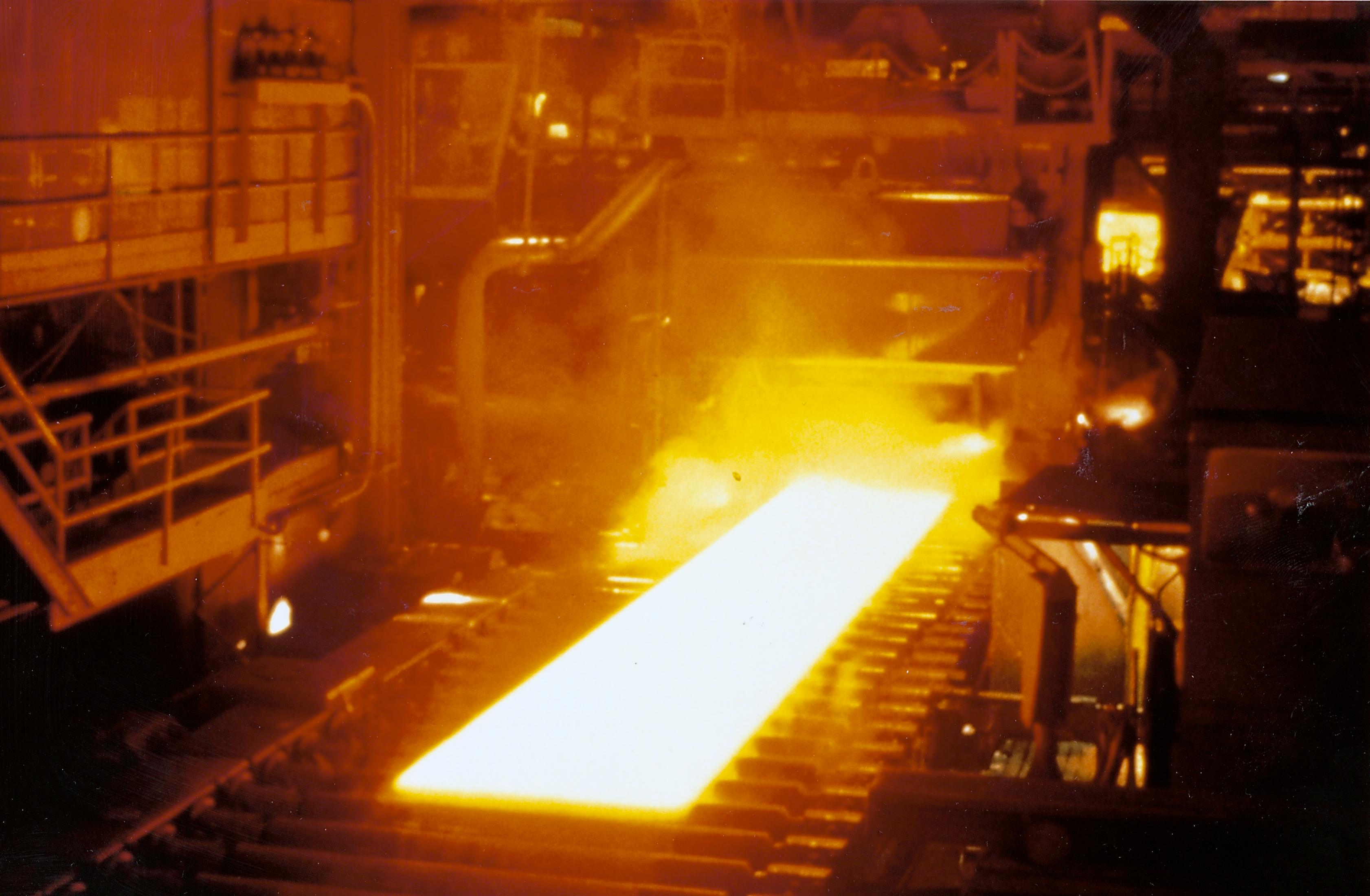
Листопрокатний стан.

У 2023 році на штат Індіану припадало приблизно 24 % від загальнодержавного об'єму виробництва сталі, за нею слідували штати Огайо — 12 % та Пенсильванія і Техас — по 5 %. Жоден інший штат не виробляв сталі більш ніж 4 % від загальнодержавного об'єму виробництва сталі. Головні центри чорної металургії — передмістя Чикаго, Пітсбургу, Детройта.
У 2014 році у галузі працювало 149 тис. осіб на заводах і 89 тис. осіб на ливарнях. У 2020 році біля 0,3 % всього населення США працювало у чорній металургії країни.
В США налічується 12 металургійних заводів повного виробничого циклу, всі вони належать лише 2 компаніям — «Ю. С. Стіл» і «Клівленд-Кліфс». Крім того, існує ще 105 заодів неповного циклу, що виробляють лише сталь і прокат, і належать 49 компаніям. Такі заводи тут називаються «міні-заводами». У 2022 році найбільшими металургійними компаніями США були «Клівленд-Кліфс», «Карпентер Технолоджі» (Carpenter Technology), «Кемешл Металс Компані» (Commercial Metals Company), «Нукор» (Nucor), «Стіл Дайнемікс» (Steel Dynamics) і «Ю. С. Стіл».

Листовий прокат у рулонах.

З кінця 1990-х років в США почалося зростання виробництва заліза прямого відновлення (1-й завод з його виробництва з'явився у 1980-х роках), яке продовжилося у перші десятиріччя 21 століття. З 510 тис. т у 1998 році виробництво заліза зросло до 1560 тис. т у 2000 році і 5240 тис. т у 2022 році. У 2023 році США посідали лідируючі позиції на північноамериканському ринку заліза прямого відновлення, випереджаючи Канаду і Мексику.
США є великим імпортером чавуну, сталі, металобрухту, металопрокату й напівпродуктів для прокатного виробництва. Через те, що велика залежність США від імпорту металобрухту і напівпродуктів досягла такого рівня, що може загрожувати національній беспеці, з ініціативи Міністерства торгівлі США для підтримки американського виробника 8 березня 2018 року було прийнято указ президента США про 25 % мито на імпорт певних видів сталевої продукції (виключення є лише для окремих країн).
|                                                                                              |             | 1990  | 1995  | 2000  | 2001  | 2005  | 2010  | 2015  | 2020  | 2022  |
| -------------------------------------------------------------------------------------------- | ----------- | ----- | ----- | ----- | ----- | ----- | ----- | ----- | ----- | ----- |
| Залізна руда                                                                                 | Видобуток   | 56,4  | 62,5  | 63,1  | 46,2  | 54,3  | 49,9  | 46,1  | 38,1  | 39,00 |
| Залізна руда                                                                                 | Імпорт      | 18,1  | 17,3  | 15,7  | 10,7  | 13,0  | 6,4   | 4,6   | 3,24  | 3,04  |
| Залізна руда                                                                                 | Експорт     | 3,2   | 5,3   | 6,1   | 5,6   | 11,8  | 10,0  | 7,5   | 10,4  | 11,4  |
| Кокс                                                                                         | Виробництво | н.д.  | 21,5  | 19,1  | 17,2  | 15,2  | 13,6  | 12,5  | 9,390 | 10,3  |
| Кокс                                                                                         | Імпорт      | н.д.  | 1,65  | 3,43  | 2,12  | 3,2   | 1,1   | 0,127 | 0,147 | 0,061 |
| Кокс                                                                                         | Експорт     | н.д.  | 0,68  | 1,04  | 0,97  | 1,59  | 1,33  | 0,777 | 0,62  | 2,12  |
| Чавун                                                                                        | Виробництво | 49,7  | 50,9  | 47,9  | 42,1  | 37,2  | 26,8  | 25,4  | 18,3  | 21    |
| Чавун                                                                                        | Імпорт      | 0,349 | 2,36  | 4,97  | 4,37  | 6,03  | 3,78  | 4,53  | 4,5   | 4,58  |
| Чавун                                                                                        | Експорт     | 0,014 | 0,056 | 0,072 | 0,044 | 0,051 | 2,22  | 0,017 | 0,036 | 0,01  |
| Залізо прямого відновлення                                                                   | Виробництво | 0,390 | 0,460 | 1,56  | 1,2   | 0,220 | —     | 1,1   | 3,35  | 5,24  |
| Залізо прямого відновлення                                                                   | Імпорт      | 0,333 | 1,19  | 1,09  | 1,65  | 2,17  | 1,64  | 1,86  | 1,36  | 1,48  |
| Залізо прямого відновлення                                                                   | Експорт     | 0,004 | 0,005 | 0,002 | 0,001 | —     | 0,001 | 0,02  | 0,688 | 0,052 |
| Сталь                                                                                        | Виробництво | н.д.  | 95,2  | 102   | 90,1  | 94,9  | 80,5  | 78,8  | 72,7  | 80    |
| Сталь                                                                                        | Імпорт1     | н.д.  | 4,72  | 7,76  | 5,84  | 6,27  | 4,60  | 6,62  | н.д.  | 5,07  |
| Сталь                                                                                        | Експорт1    | н.д.  | 0,418 | 0,102 | 0,127 | 0,304 | 0,609 | 0,138 | 0,11  | 0,11  |
| Металопрокат                                                                                 | Виробництво | н.д.  | 88,4  | 99    | 89,7  | 95,2  | 75,7  | 78,5  | 73,5  | 77    |
| Металопрокат                                                                                 | Імпорт2     | н.д.  | 22,1  | 34,4  | 27,3  | 29,1  | 21,7  | 35,2  | 20,0  | 25    |
| Металопрокат                                                                                 | Експорт2    | н.д.  | 6,4   | 5,9   | 5,6   | 8,5   | 11,0  | 9,0   | 6,8   | 8     |
| Примітки. 1. Сталеві зливки, блюми, заготовки, сляби. 2. Готовий прокат і сталева заготовка. |             |       |       |       |       |       |       |       |       |       |

Шлак, побічний продукт, що утворюється при виробництві чавуну і сталі, є відходом. Однак, він затребуваний у виробництві бетону і будівництві доріг. У 2017 році галузь виробила приблизно, оціночно, 14-19 млн т шлаку, з яких 6-7 млн т доменного і 8-12 млн т сталеплавильного шлаку. У 2017 році в США було продано або використано 16 млн т шлаку різних металургійних виробництв на загаьну суму 398 млн доларів.

## Сировинна база

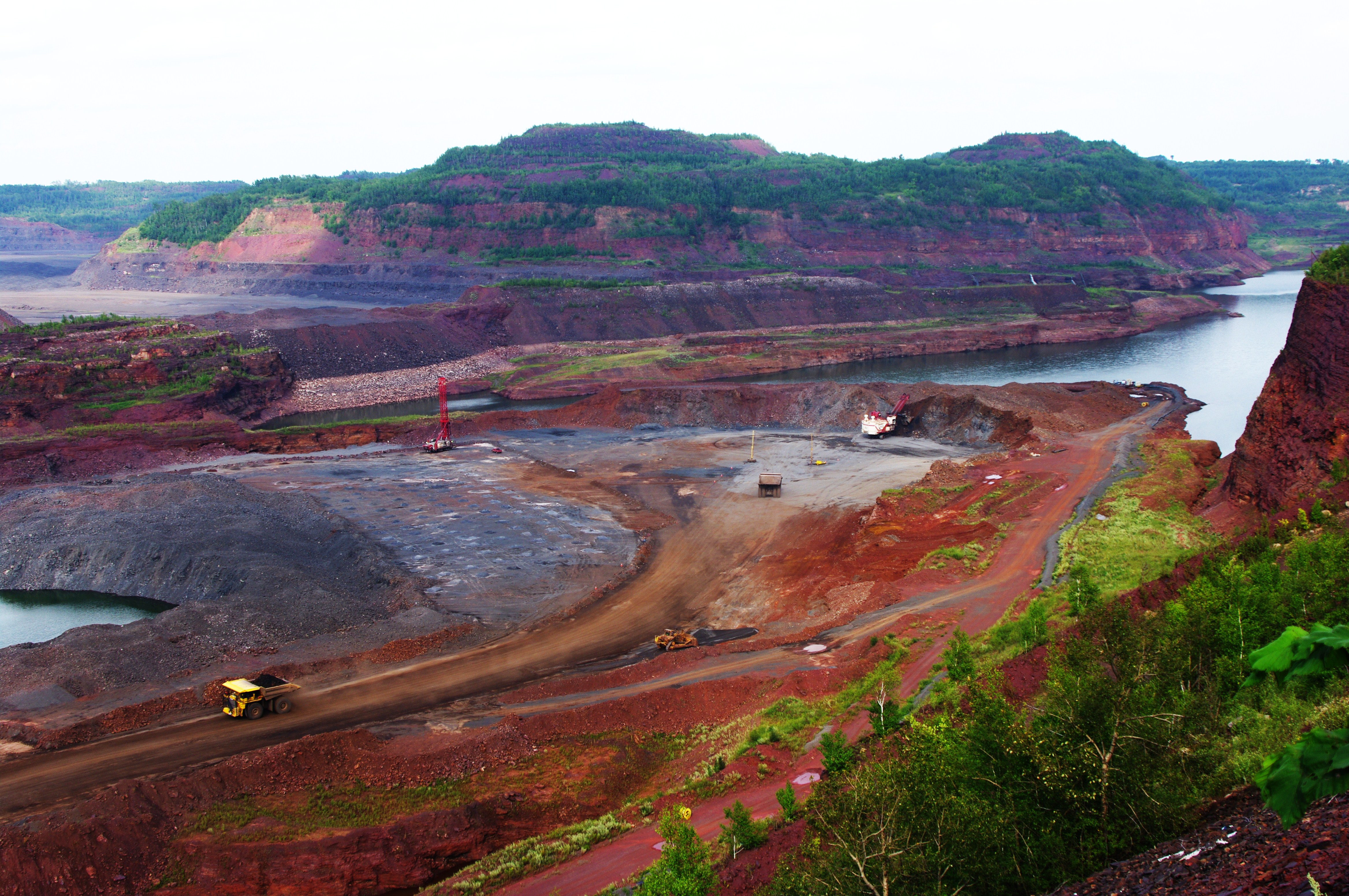
Залізорудний кар'єр Галл-Раст-Магонінг родовища Месабі Залізорудного району озера Верхнього.

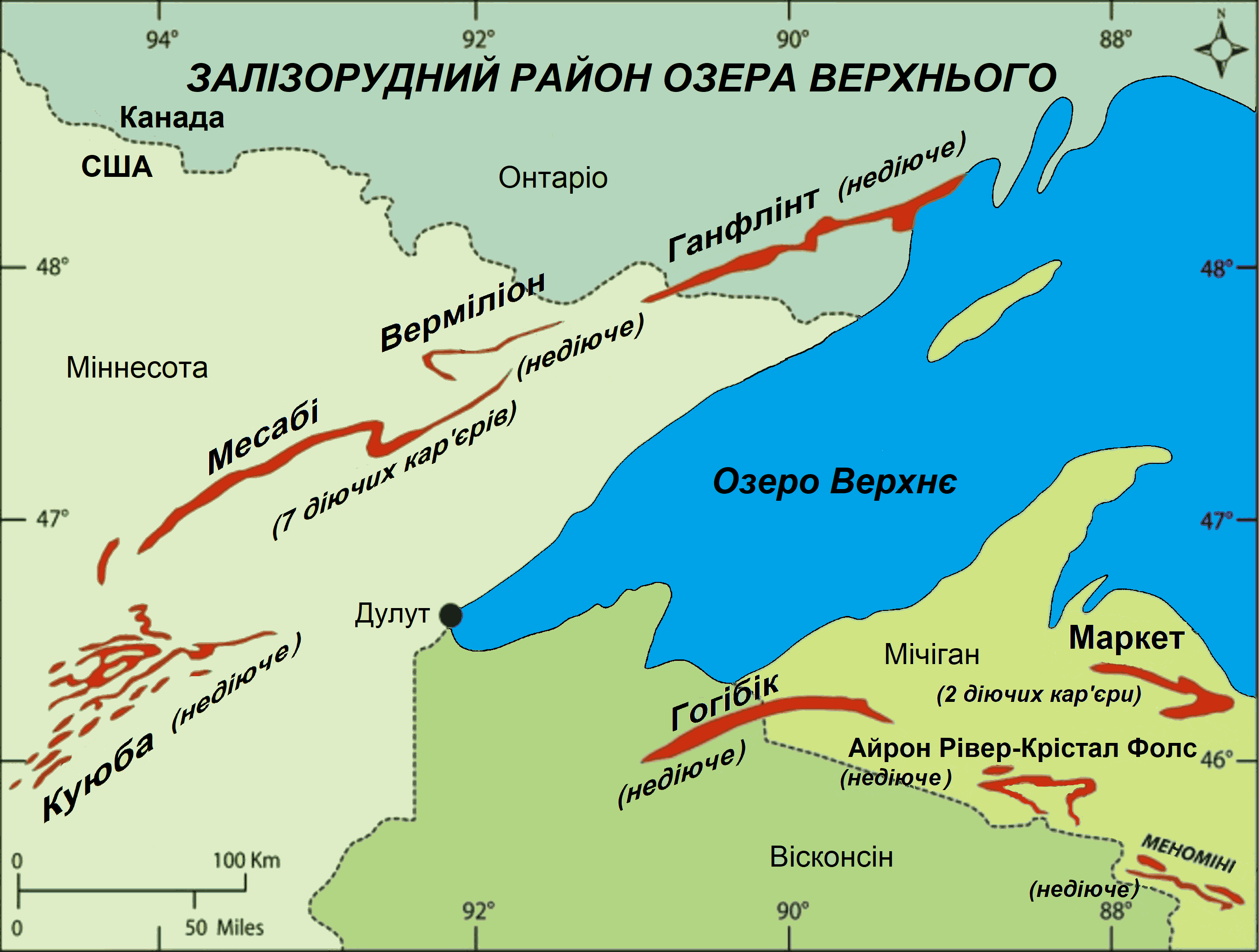
Родовища залізорудного району озера Верхнього.

США мають поклади всіх необхідних корисних копалин для розвитку чоної металургії. Великі поклади заліза пов'язані з породами докембрійського фундаменту Північно-Американської платформи у районі озера Верхнього і плато Колорадо. Залізорудний басейн Верхнього озера, розташований біля західного берега Верхнього озера, є одним з найбільших залізорудних басейнів світу. Він знаходиться на території штатів Міннесота, Вісконсин і Мічиган. У 20 столітті він давав понад 4/5 видобутку залізної руди у США. :62 Сьогодні (2025) частину кар'єрів закрито, в інших ведеться видобуток відкритим способом. На північному сході США є поклади магнетитів, з яких найбільшим є Андірондакське (Adirondack iron ore district) у штаті Нью-Йорк, з запасами 900 млн т і вмістом 30 — 35 % заліза. На півдні США, у штаті, Алабама, знаходиться велике родовище гематитів і бурих залізняків з запасом 1 млрд т, що містять біля 35 % заліза. :62 З 2-ї половини 20 століття чорна металургія США задовольняла потреби у руді за рахунок внутрішнього видобутку лише частково. Видобуток коливається у межах 90 млн т, в той же час з Канади, Венесуели, Бразилії і інших країн довозилося біля 60 млн.т. Об'єм видобутку всередині країни не збільшувався. :62

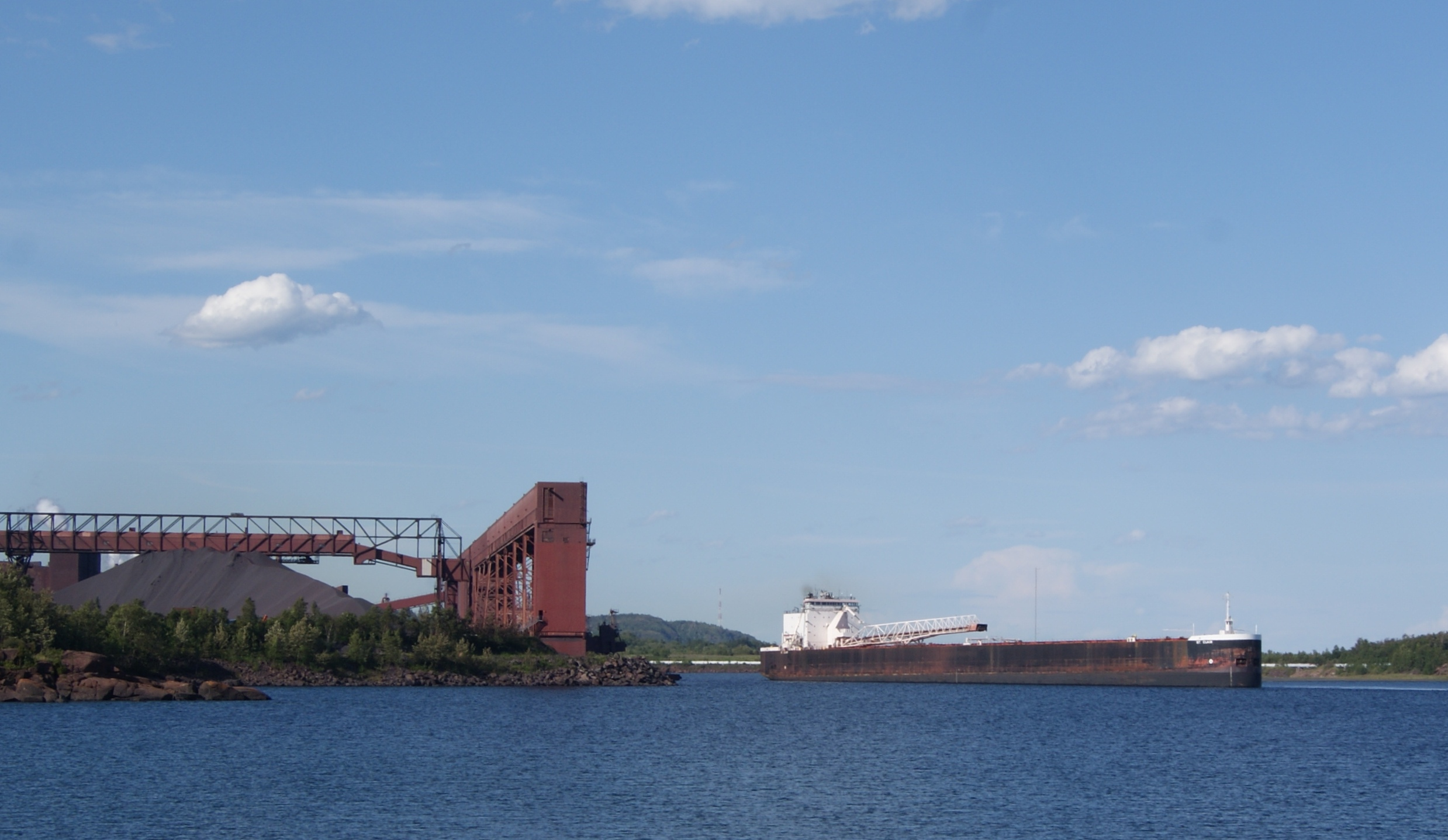
Перевезення котунів водним транспортом.

У 2019 році було видобуто 48 млн т залізняку. У 2023 році вся залізна руда в США видобувалася відкритим способом у 7 кар'єрах, розташованих у штатах Мічиган і Міннесота. 98 % видобутої руди використовується у чорній металургії, інші 2 % — використано у неметалургійних цілях. Руда збагачується і грудкується на місці видобутку або неподалік від нього. У 2023 році США виробили рудних матеріалів на оціночну вартість 7,5 млрд доларів, що на 22 % більше, ніж 6,2 млрд доларів у 2022 році.:100 Виробництво котунів значно переважає над виробництвом агломерату. За оцінками, у 2023 році США видобули 1,6 % і спожили 1,4 % світового видобутку залізної руди.:100
США мають значні поклади кам'яного вугілля в межах Північно-Канадської платформи у породах середнього і верхнього карбону у Іллінойському і Пітзбурзькому басейні, а також у Передапалачському перегині. На заході США у Скелястих горах є вугленосні мелові і палеогенові відклади.
Перевезення рудних матеріалів, вапняку і палива з місць видобутку до споживачів здійснюється залізничним і водним транспортом.

## Підприємства чорної металургії

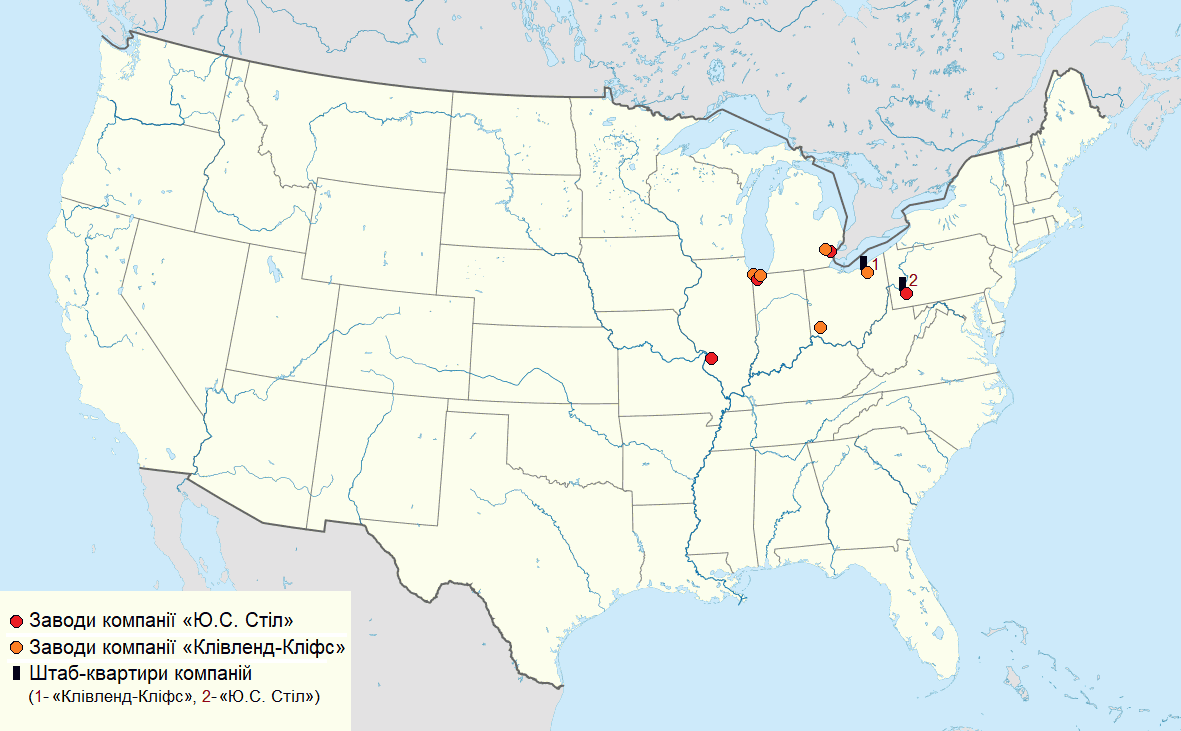
Розташування заводів повного циклу з доменними печами у США у 2025 році.

У 2000 році в США було 13 металургійних заводів повного виробничого циклу. З тієї пори їх кількість зменшилася, склавши у 2017 році 9 працюючих і 1, що перебував у простої. Станом на 2024 рік в США 9 заводів повного виробничого циклу, на яких є доменні печі. На заводи повного циклу припадає 31 % сталі, що виплавляється. Всі заводи повного циклу знаходяться під управлінням лише 2 компаніями — «Ю. С. Стіл» (4 заводи) і «Клівленд-Кліфс» (5 заводів). У США було біля 112 міні-заводів або спеціалізованих заводів, що у 2013 році виробили 59 % від загального об'єму виробництва сталі у США. Спецзаводи використовують в ролі сировини чавунний і сталевий брухт і переплавляють його у електросталеплавильних печах.
Зменшилася й кількість металургійних заводів повного циклу — з 18 у 2007 році до 12 у 2023 році. Всі великі металургійні заводи повного циклу виробництва, на яких працюють доменні печі, залишилися лише на північному сході країни (в минулому географія розташування таких заводів була дещо ширшою).

### Заводи повного металургійного циклу

#### Завод Гері
41°37′00″ пн. ш. 87°21′00″ зх. д. / 41.61667° пн. ш. 87.35000° зх. д.

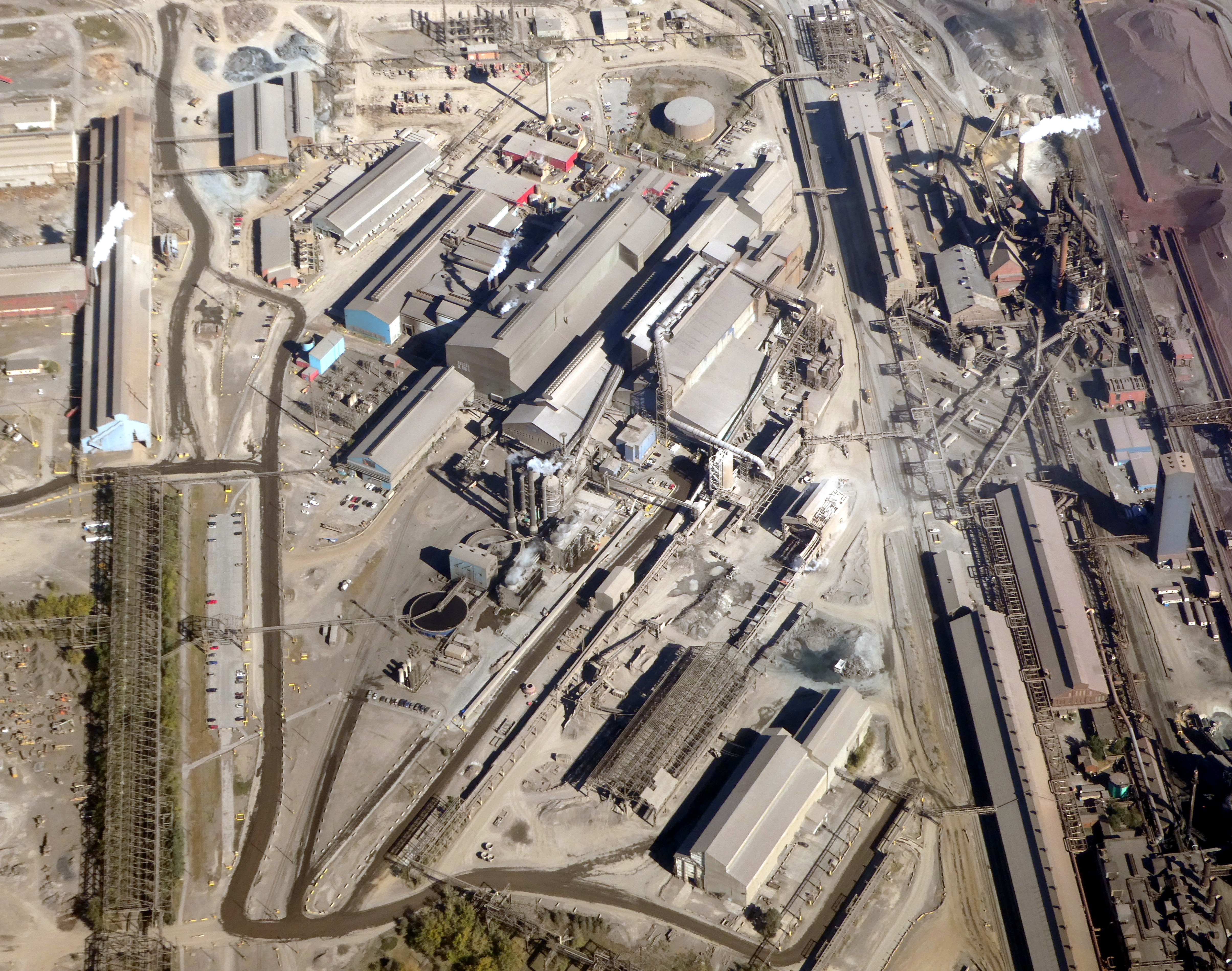
Завод Гері. Аерофотознимок 2024 року.

Завод Гері розташований у місті Гері у штаті Індіана, на південному березі озера Мічиган. Став до ладу 1908 року. Належить компанії «Ю. С. Стіл». Найбільший металургійний завод компанії і один з найбільших металургійних заводів США. У складі заводу 4 доменних печі, 3 сно́вних кисневих конвертори з горішньою продувкою, 3 кисневих конвертори з продуванням знизу, вакуумний дегазатор, 4 МБЛЗ для виробництва слябів, кілька прокатних станів. Продуктивність його по сталі становить 7,5 млн т на рік. У 1970 роках кількість працюючих на заводі доходила до 30 тис. осіб, у 2023 році вона становила 2246 осіб.

#### Завод Грейт Лейкс
42°17′19.7″ пн. ш. 83°06′33.6″ зх. д. / 42.288806° пн. ш. 83.109333° зх. д.

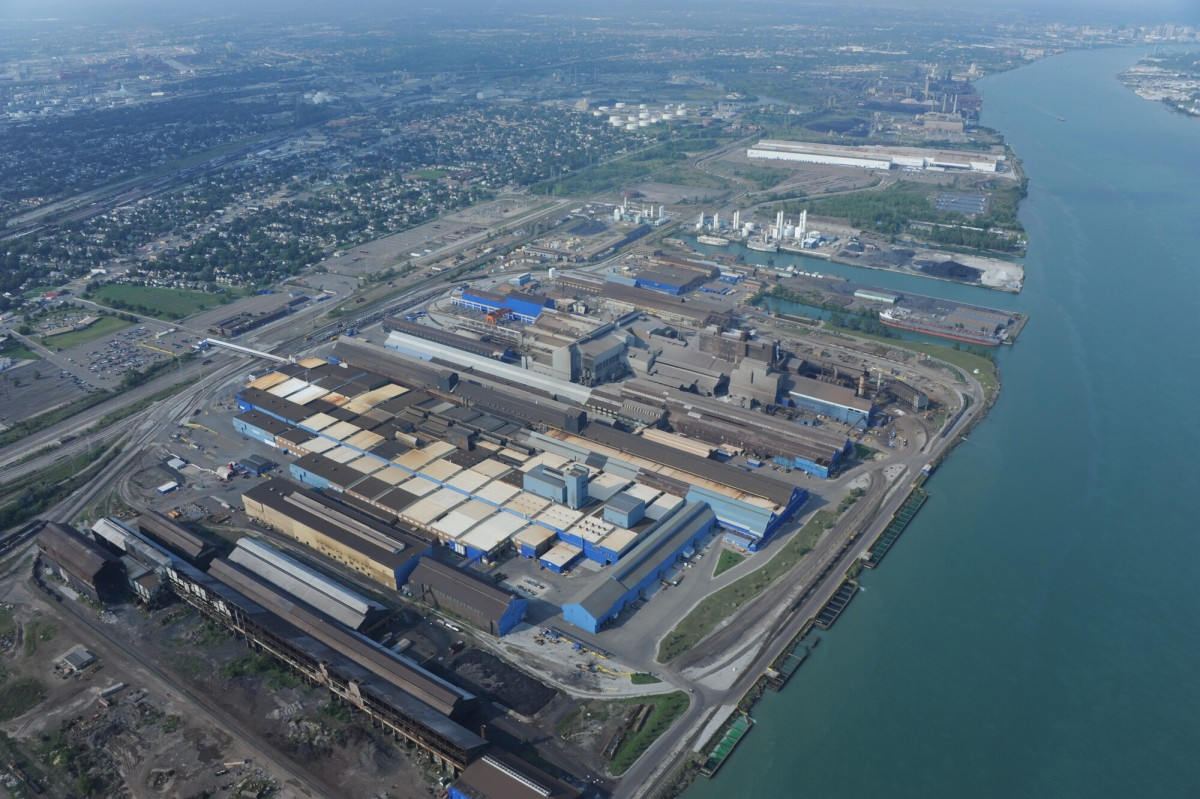
Завод Грейт Лейкс.

Завод Грейт Лейкс (англ. Great Lakes Works, також англ. U.S. Steel Ecorse, U.S. Steel Zug Island) розташований у місті Ікорсі (штат Мічіган), біля міста Детройта, на березі ріочок Руж і Детройт. Розташований на штучному острові Цуг (Zug Irland), утвореному після прориття судноплавного каналу навколо території заводу. Належить компанії «Ю. С. Стіл». Лише за 4 км від нього — великий металургійний завод Дірборн. Став до ладу 1902 року. У 1940-х роках кількість працівників на заводі сягала 16000 осіб. У 2002 році National Steel Corporation збанкрутувала і продала завод компанії «Ю. С. Стіл» за 850 млн долларів.
Прокатні цехи віддалені від основної частини заводу пристанню для яхт і зводом компанії Praxair, що постачає промислові гази, такі як кисень, азот і водень, багатьом металургійним заводам країни. З 2-го кварталу 2020 до грудня 2021 доменний цех перебував у простої. Після зупинки заводу у 2020 році кількість працівників було скорочено з 1545 до 500 осіб.

#### Завод Граніт-Сіті
38°41′41.5″ пн. ш. 90°07′53.7″ зх. д. / 38.694861° пн. ш. 90.131583° зх. д.
Завод Граніт-Сіті (англ. Granite City Works) розташований у місті Граніт-Сіті у штаті Ілінойс (пердмістя Сент-Люїса), на лівому березі річки Міссісіпі. Належить компанії «Ю. С. Стіл». До складу заводу входять 2 доменних печі, 2 кисневих конвертори з верхньою продувкою, піч-ківш, УБРС для виробництва слябів, прокатні стани. Завод має док на річці Міссіссіпі. Продуктивність заводу по сталі становить 2,8 млн т на рік. Завод став до ладу у 1895 році, у 1927 році був придбаний компанією «Ю. С. Стіл». З 2015 по 2018 роки перебував у простої.

#### Завод Мон Веллі
40°23′31.2″ пн. ш. 79°51′14.4″ зх. д. / 40.392000° пн. ш. 79.854000° зх. д.

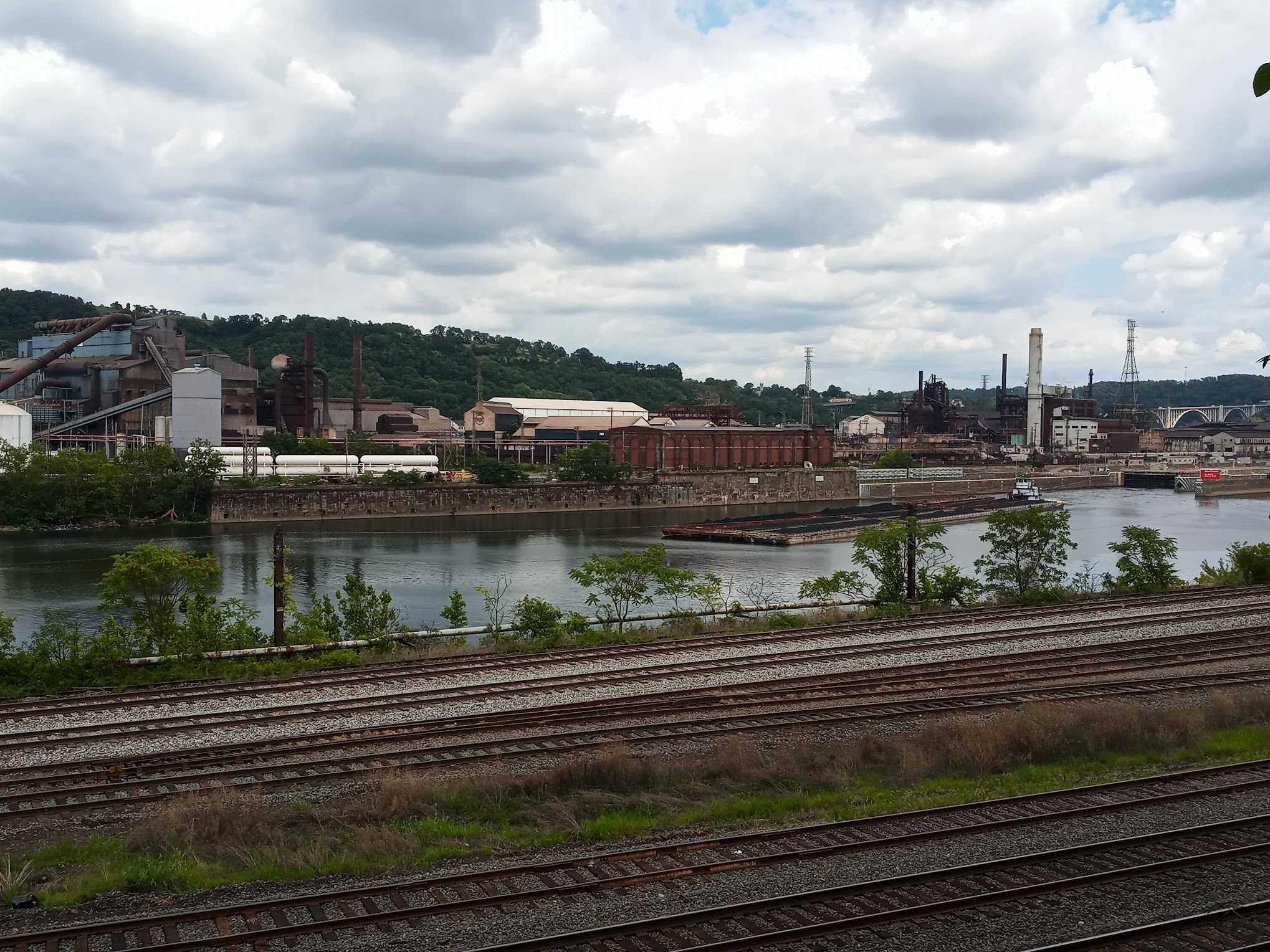
Доменний і сталеплавильний підрозділ «Едгар Томсон» заводу «Мон Веллі».

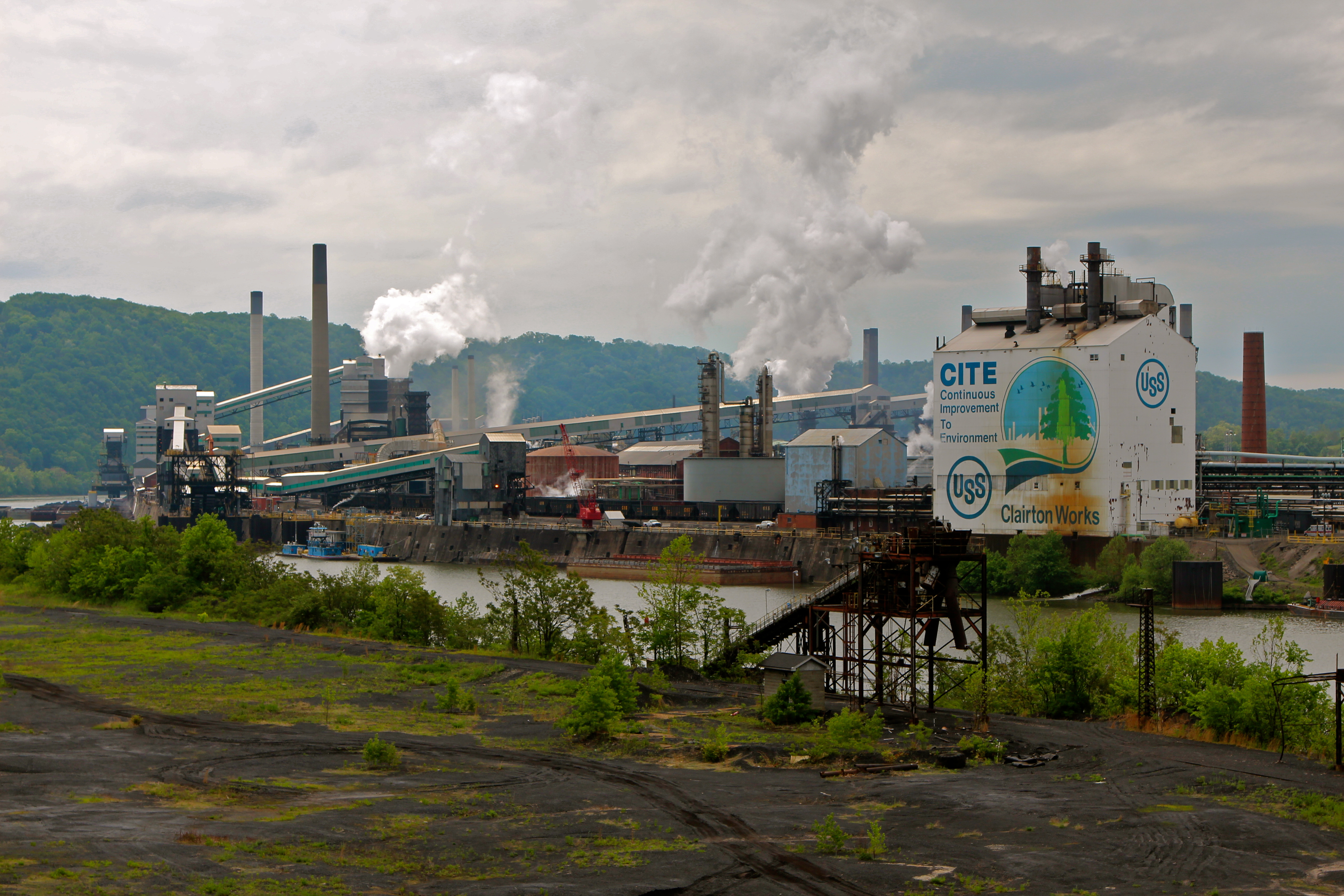
Коксове відділення заводу «Мон Веллі».

Завод «Мон Веллі» (англ. Mon Valley Works) розташований у Норт-Браддок, передмісті Пітсбурга. Фактично є металургійним комбінатом. Його цехи в минулому були окремими підприємствами, об'єднаними компанією «Ю. С. Стіл», якій вони тепер належать. Розташовані вздовж берегів річки Мононгахелла. Комбінату належат 3 підрозділи — сталеварне «Едгар Томсон» (в минулому окремий завод), що має у своєму складі доменний і сталеплавильний цехи, прокатний підрозділ — в минулому відомий як завод «Ірвін» (англ. Irvin plant) і Клеіртонський коксовий завод (англ. Clairton plant). Коксовий завод має продуктивність 4,5 млн т коксу на рік. Вантажі до заводу і з нього доставляються річковим і залізничним транспортом. Завод має 2 доменних печі. Сталь розливається на установці безперервного лиття заготовок, побудованій у 1992 році.

#### Завод Індіана Харбор
41°41′08.6″ пн. ш. 87°25′28.4″ зх. д. / 41.685722° пн. ш. 87.424556° зх. д.

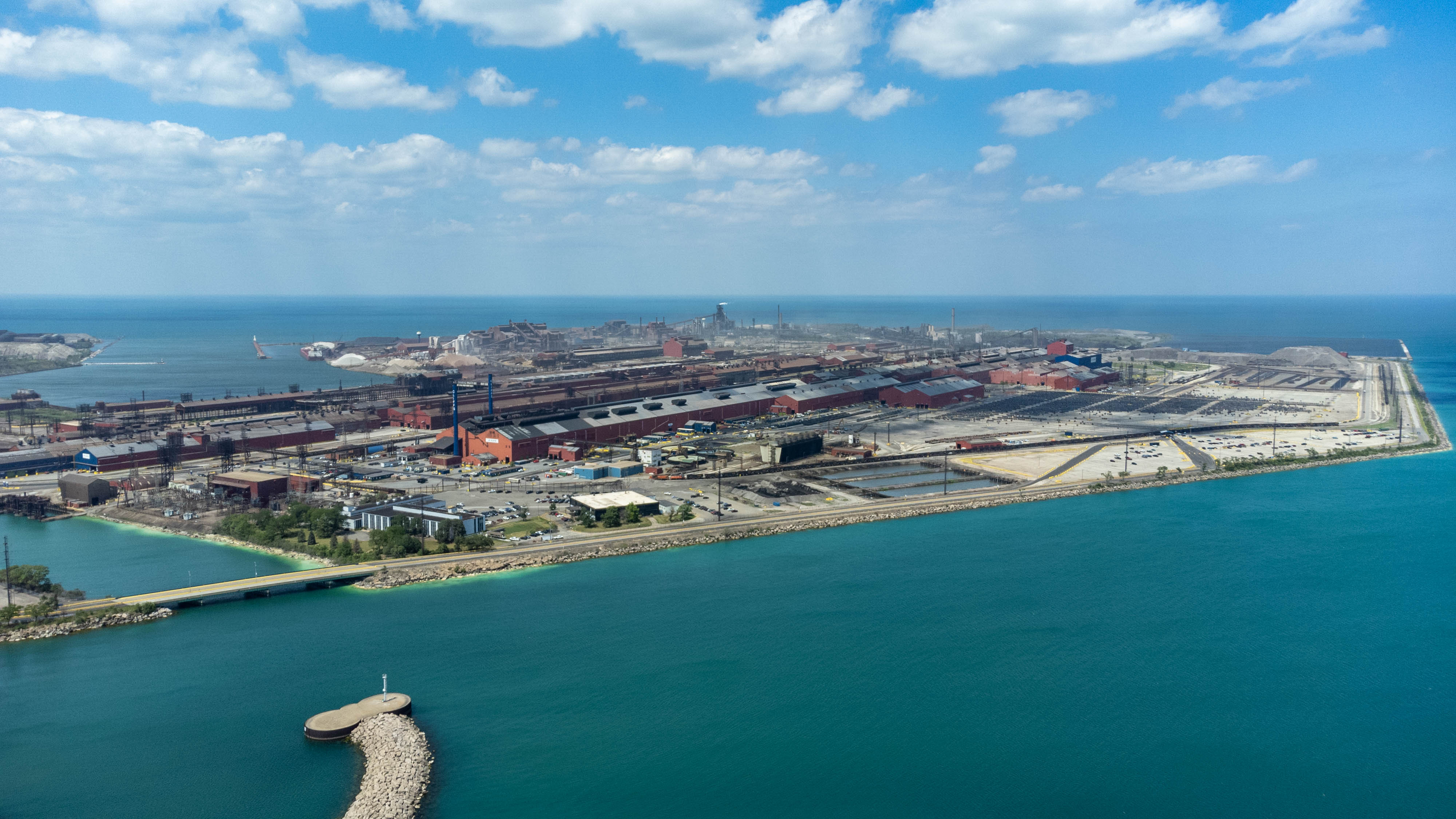
Завод Індіана Харбор.

Завод Індіана Харбор (англ. Indiana Harbor Works) розташований у місті Іст-Чикаго (штат Індіана), за 20 км від Чикаго, на південному березі озера Мічиган, на правому березі гавані Індіана. З 2020 року належить омпанії «Клівленд-Кліфс», у минулому належав компанії «Інленд-Стіл-Компані» (у 1893—1998 роках) і «Іспат Інленд» (у 1998—2020 роках). Продуктивність — 4 млн т сталі на рік. У складі заводу 3 доменних печі (наприкінці 2024 року працювала 1), 4 кисневих конвертори, установка вакуумної дегазації, 3 МБЛЗ, прокатні цехи. На заводі працює 3431 особа (2023 рік).

#### Завод Бернс Харбор
41°38′14.9″ пн. ш. 87°08′24.2″ зх. д. / 41.637472° пн. ш. 87.140056° зх. д.

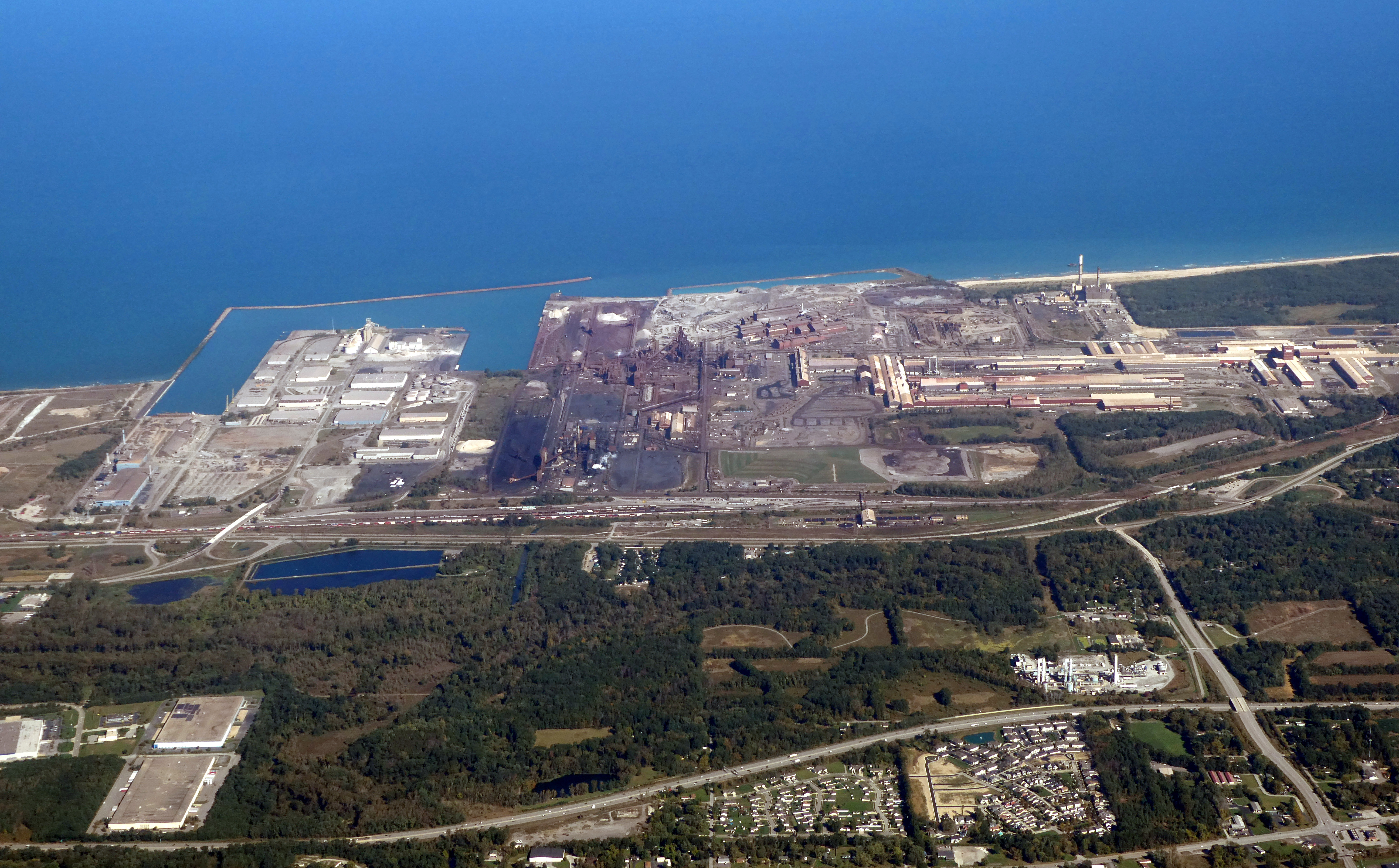
Завод Бернс Харбор.

Завод Бернс Харбор (англ. Burns Harbor Works) розташований у місті Портедж (штат Індіана), на березі озера Мічиган. Це найсхідніший з 3 металургійних заводів розташованих на березі озера Мчиган. Належить компанії «Клівленд-Кліфс». На заводі 2 доменних печі, модернізована коксова батарея потужність заводу 5 млн т сталі на рік. Був побудований компанією Bethlehem Steel у 1964 році, належав пізніше ArcelorMittal Burns Harbor. Завод постачає прокат автомобільній, трубній, суднобудівельній, вагонобудівній та іншим галузям. Після збанкрутування Bethlehem Steel завод придбала ISG за 1.3 млрд доларів у 2003 році. У ISG завод викупила Mittal за 4,5 млрд доларів у 2004 році. Належав ArcelorMittal.

#### Завод Мідлтаун
39°29′10.8″ пн. ш. 84°23′07.8″ зх. д. / 39.486333° пн. ш. 84.385500° зх. д.
Завод Мідлтаун (англ. Middletown Works) розташований у місті Мідлтаун (штат Огайо). Заснований 1900 року компанією «Армко» (з 1989 року «А. К. Стіл») і належав їй до 2020 року, коли був проданий компанії «Клівленд-Кліф». Основні виробничі потужності — коксове відділення, доменна піч, конверторний цех, 2-хструмкова слябова МБЛЗ, прокатний цех зі станом гарячої прокатки, 5-иклетьовий стан холодної прокатки, лінія електроцинкування, лінія алітирування вуглецевої і неіржавної листової сталі, дресирувальні стан і установка відпалу розпущених рулонів. Продуктивність заводу — 3 млн т сталі на рік. Кількість робітників — 2363 (на 2024 рік). Планують замінити доменну піч установкою прямого одержання заліза і 2 електросталеплавильними печами для переплавлення одержанного заліза, прибрати коксовий завод.

#### Завод Клівленд
41°27′52.2″ пн. ш. 81°40′33.5″ зх. д. / 41.464500° пн. ш. 81.675972° зх. д.

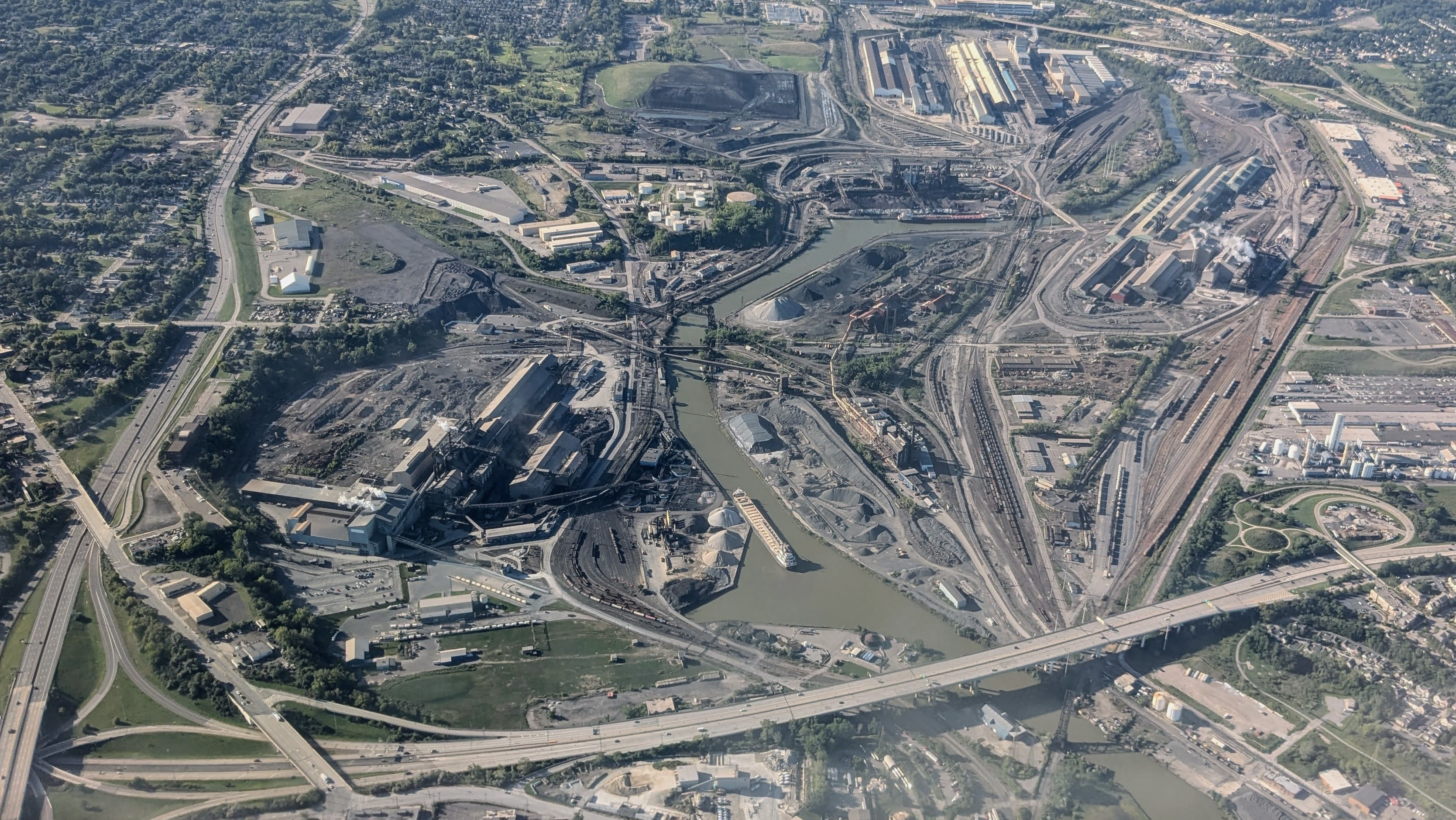
Завод Клівленд (вигляд у південному напрямку). Фото 2024 року.

Завод Клівленд (англ. Cleveland Works) розташований у місті Клівленді (штат Огайо), на березі річки Каяхоґа. Належить компанії «Клівленд-Кліфс». Розташування на березі судноплавної річки Каяхоґа дає заводу вихід до озера Ері, яким на нього постачаються вантажі. Для перевезень використовується також залізниця. У складі заводу 2 доменних печі, 2 сталеплавильних цехи з кисневими конверторами і машинами безперервного лиття заготовок, 84-дюймовий стан гарячої прокатки, лінія щавлення, багатоклітьовий прокатний стан, лінія гарячого оцинкування. Кокс на завод надходить з коксового заводу у Воррен (штат Огайо). На заводі працює 2161 робітник (дані на грудень 2023 року), потужність заводу по сталі становить 3,4 млн т на рік. Завод побудовано у 1913—1916 роках компанією Corrigan, McKinney Steel Company, у 1935 році був придбаний компанією Republic Steel Corporation. Певний час належав LTV Corp, АрселорМиттал. У 2020 році придбаний компанією «Клівленд-Кліфс».

#### Завод Дірборн
42°18′19.9″ пн. ш. 83°09′40.2″ зх. д. / 42.305528° пн. ш. 83.161167° зх. д.

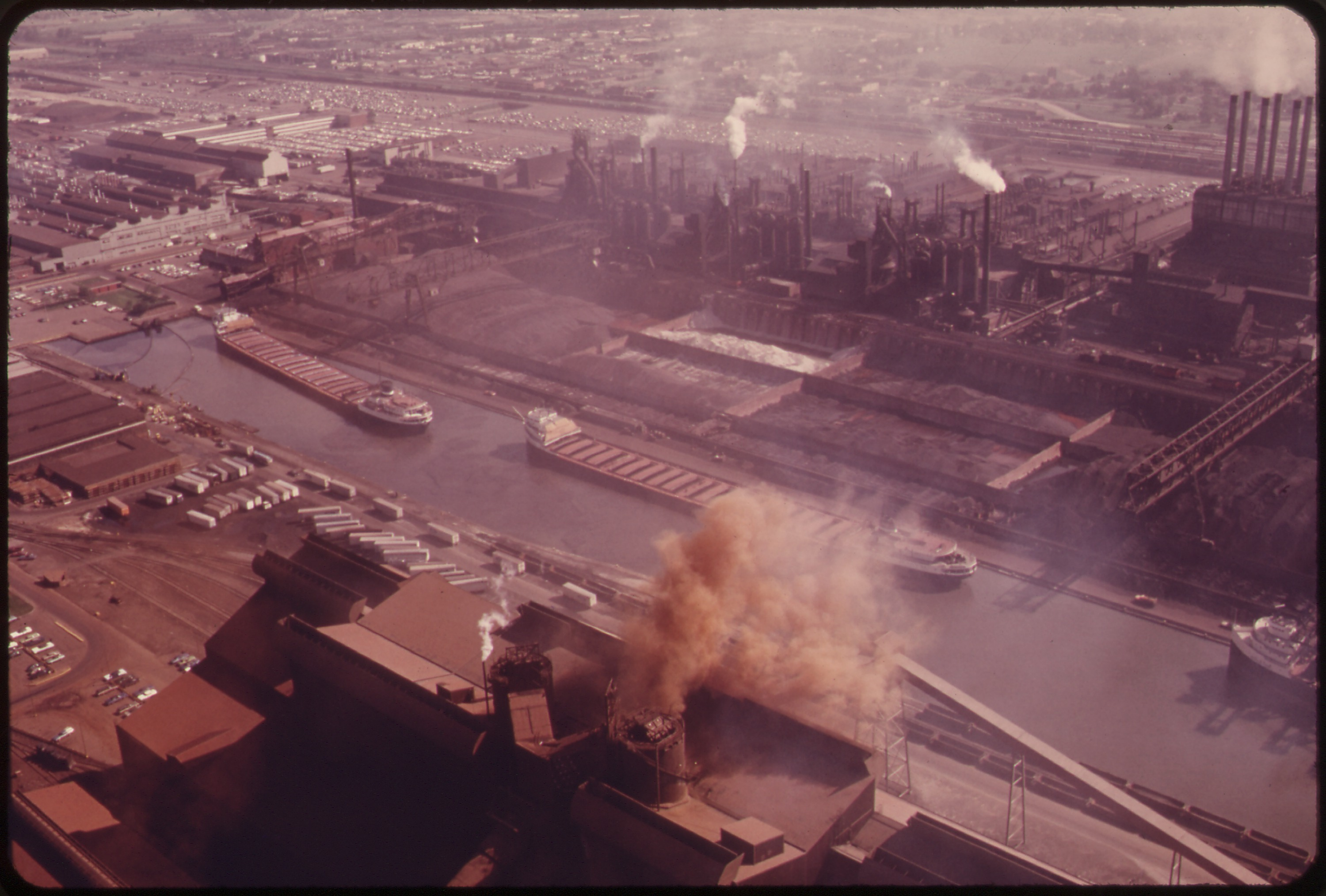
Завод Дірборн. Фото 1973 року.

Завод Дірборн (англ. Dearborn Works) розташований у місті Дірборн (штат Мічиган) на березі річки Руж, належить компанії «Клівленд-Кліфс». В наш час (2023) основні виробничі потужності включають доменну піч, кисневі конвертори, дві печі-ковша, вакуумний дегазатор, дві слябові МБЛЗ, багатоклітьовий стан холодної прокатки лінії щавлення та лінію гарячого цинкування. На заводі працює 1181 робітник (дані на грудень 2023 року), потужність заводу по сталі становить 3 млн т на рік. Завод став до ладу 1920 року і разом з розташованим безпосередньо біля нього заводом Рівер Руж (англ. Ford River Rouge complex) був частиною єдиного виробничого комплексу, що належав автомобільній компанії «Форд». У 2007 році завод було продано російській компанії «Северсталь», яка у 2014 році продала його компанії «А. К. Стіл» за 707 млн доларів, в якої його у 2020 році викупила «Клівленд-Кліфс».

### Заводи безпосередньо відновленного заліза
У США є 4 заводи з прямого одержання заліза — 1 з виробництва металізованих котунів в Луїзіанф і 3 з виробництва гарячобрикетованого заліза у Індіані, Огайо і Техасі. Ці 4 заводи поставили сировини для металургійних заводів на суму 2,1 млрд доларів.

## Компанії чорної металургії
За період з 2000 по 2023 рік внаслідок поглинань і змінення виробничих ланцюгів кількість металургійних компаній, що мають заводи повного виробничого циклу, знизилася з 13 до лише 2 — «Клівленд-Кліфс» і «Ю. С. Стіл».

### Клівленд-Кліфс

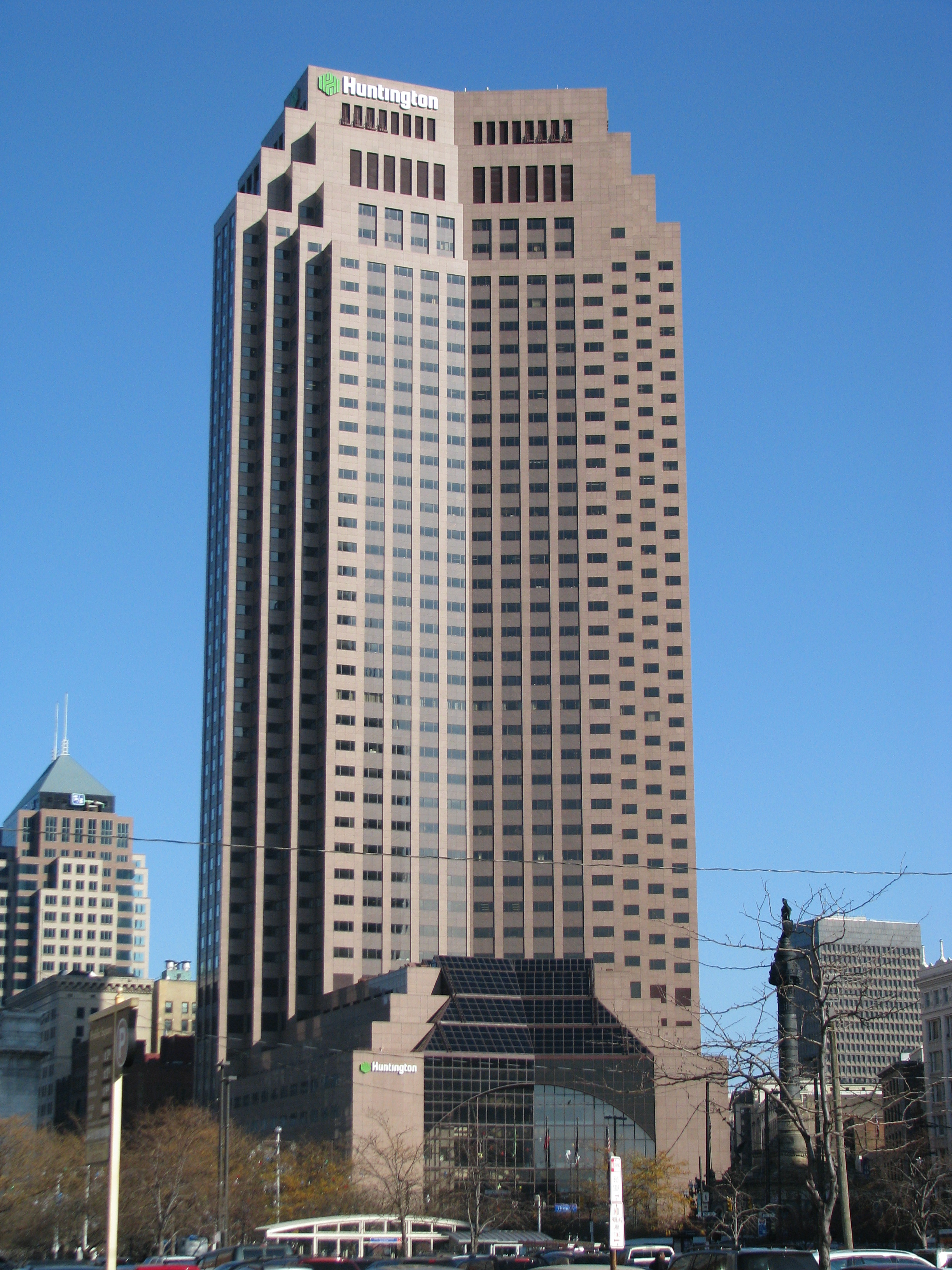
Штаб-квартира компанії «Клівленд-Кліфс» у Клівленді.

Компанія «Клівленд-Кліфс» заснована у 1847 році як гірничо-видобувне підприємство. Штаб-квартира її розташована у Клівленді (штат Огайо), а підприємства — у багатьох місцях США і у Канаді. Компанія володіє металургійними заводами повного циклу у містах Іст-Чикаго, Бернс-Гарбор (штат Індіана) і Клівленд (штат Огайо), Мідлтауні (Огайо), Дирборні (Мічиган). Вона володіє також кар'єрами, збагачувальними комбінатами. Виробляє кислі і основні котуни і сировину для установок прямого одержання заліза. У 2019 році придбала компанію AK Steel Corporation, що мала понад як 100-річну історію, з заводами Мідлтаун, Дирборн і Ешлент (демонтований після придбання). Є найбільшим постачальником сталі для автомобільної промисловості у Північній Америці. На заводі Мідлтаун планує демонтувати доменну піч і коксовий завод.
Компанія володіє власним науково-дослідним і інноваційним центром, розташованим у місті Мідлтаун у штаті Огайо. Компанія працює у США і Канаді, в ній зайнято біля 27000 осіб.

### Ю. С.Стіл

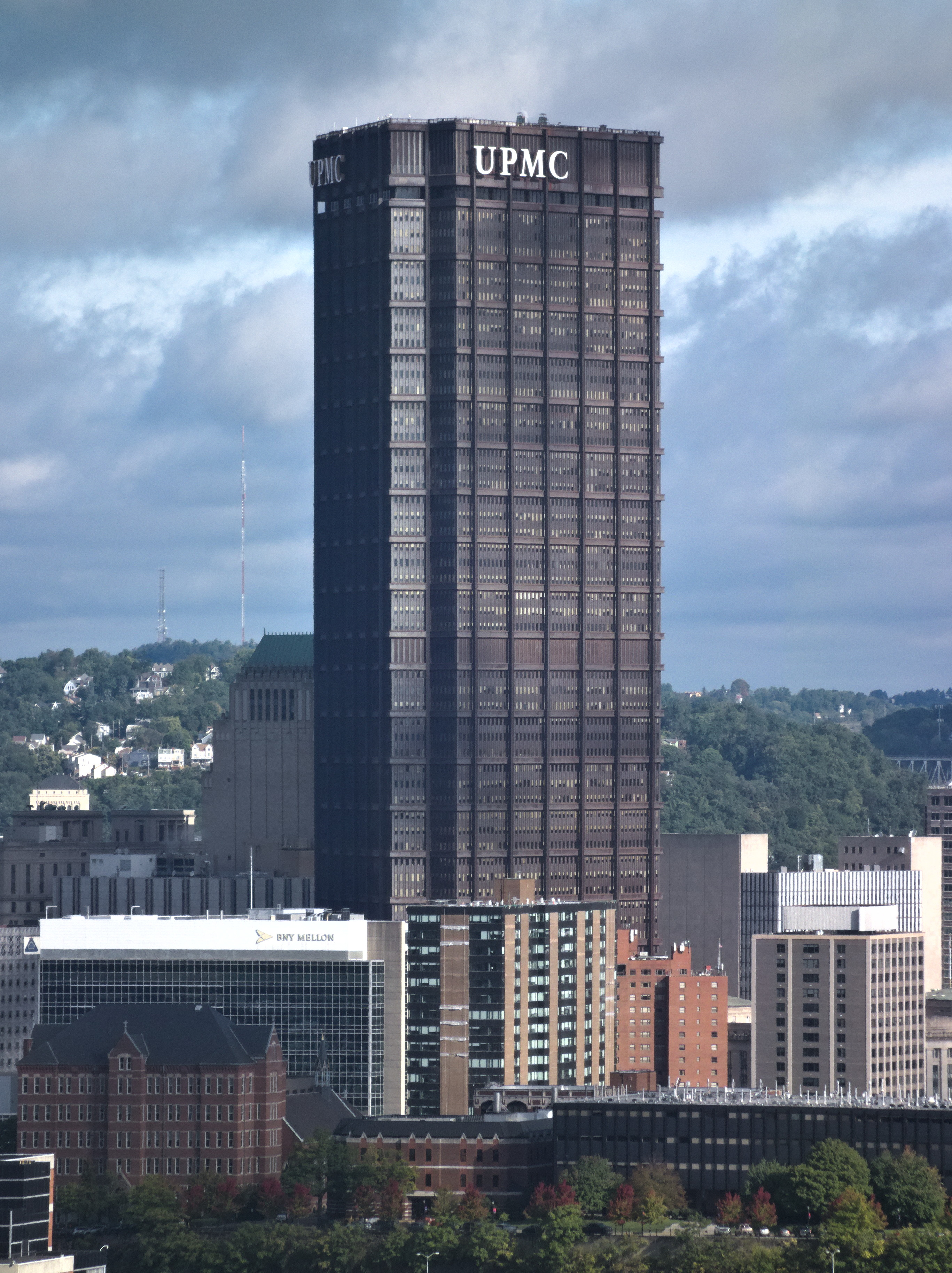
Штаб-квартира «Ю. С. Стіл» у 2025 році.

Компанія «Ю. С. Стіл» заснована у 1901 році банкиром Джоном Морганом шляхом злиття металургійних компаній Carnegie Steel Company, Federal Steel Company, National Steel Company. Їй належать металургійні заводи повного виробничого циклу Гері, Мон Веллі, Грейт-Лейкс, Граніт-Сіті, коксохімічні заводи. Володіє родовищем Масабі у Залізорудному басейні Верхнього озера, де з видобутої руди виготовляється на 2 ГЗК 22 млн т котунів. На одному з цих ГЗК, Кітакському (англ. Keetac facility), у 2024 році вперше на підприємствах компанії розпочато виробництво металізованих котунів. Крім того, компанії належать кілька металургійних заводів неповного циклу, розташованих у різних місцях США. Штаб-квартира компанії розташована у місті Пітсбурзі, у будинку побудованому у 1979 році (планується переїзд на інше місце).
У грудні 2023 року було заявлено про наміри продажу компанії «Ю. С. Стіл» японській металургійній компанії «Ніппон-Стіл».
За кордоном компанія володіє заводом Ю. С. Сліл Кошице у Словаччині (з 2000 року), крім того, з 2003 по 2012 рік вона володіла Смедеревським металургійним комбінатом у Сербії.

## Наукова діяльність
На початку 20 століття науковими дослідженнями у сфері чорної металургії займалися вищі навчальні заклади, з якими взаємодіяли металургійні компанії. В наш час компаніії мають свої власні науково-дослідницькі підрозділи і центри. Такі центри є, зокрема, у компаній «Ю. С. Стіл» у місті Манголл і «Клівленд-Кліфс» у місті Мідлтаун. Крім того, існує Американський Інститут заліза і сталі, некомерційна професіональна Асоціація технології чавуну і сталі (англ. Association for Iron and Steel Technology, Варрендейл, біля Пітсбургу, штат Пенсильванія), що видає щомісячник «Iron and Steel Technology», Американський інститут гірничих, металургійних і нафтових інженерів (Сан-Рамон, штат Каліфорнія), Американське товариство металознавства (англ. American Society for Metals, штат Огайо).

## Екологія

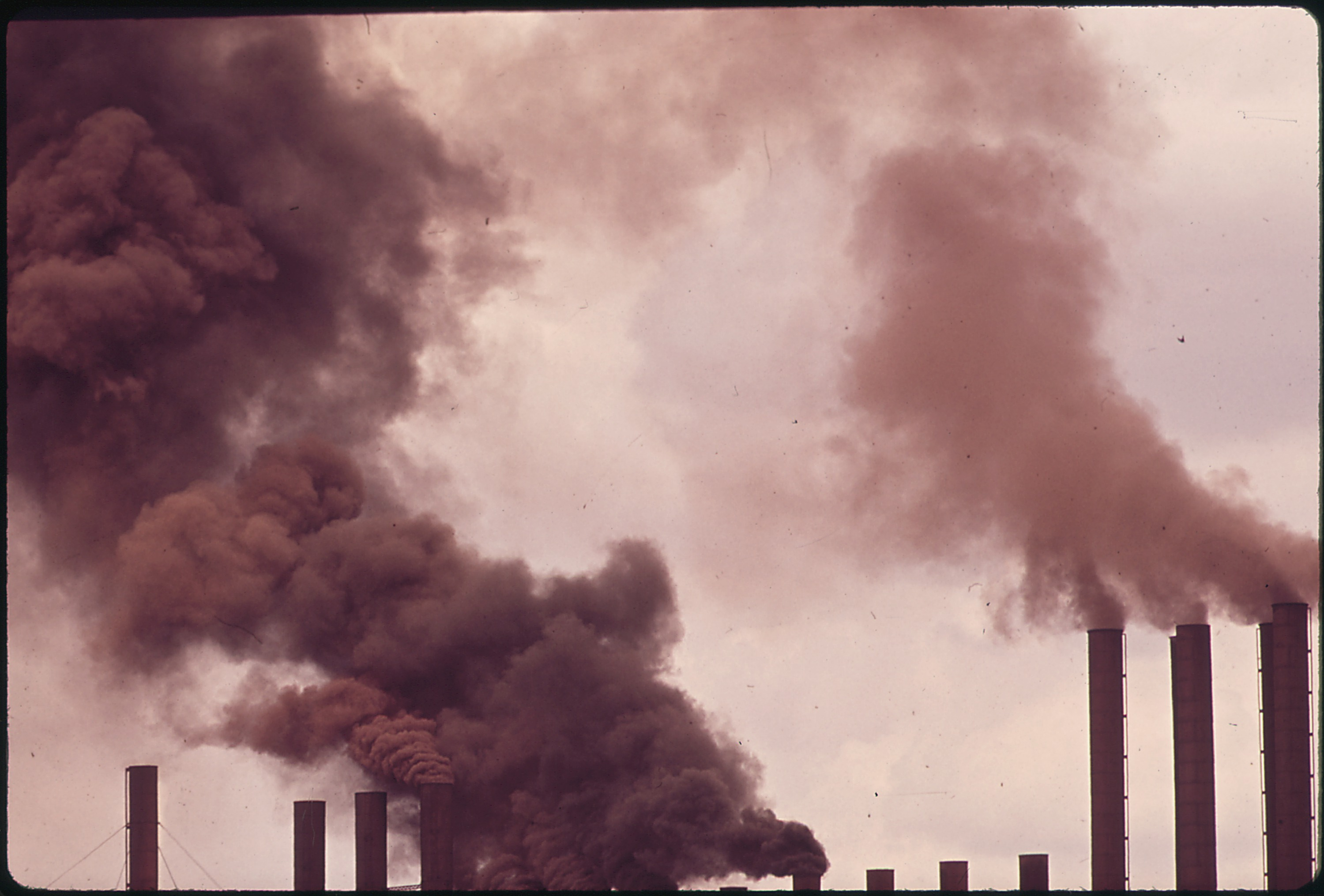
Забруднення повітря металургійними заводами у США у 1970-х роках. Бірмінгем.

Чорна металургія в США, як і в усьому світі, є одним з найбільших забруднювачів навколишнього середовища — повітря і водних ресурсів. Проблемами екології займаються Агенція з охорони довкілля США, крім того, галузь співпрацює з провідними університетами щодо пошуку способів мінімізації викидів СО2.
Одна з екологічних проблем — зниження викидів оксидів вуглецю у атмосферу — вуглекислого газу. Змінення клімату залишається важливою світовою політичною проблемою. В металургії основними джерелами таких викидів є доменне виробництво і киснево-конверторне виробництво, які є необхідними ланками у виробничому ланцюжку заводів повного виробничого циклу. У США через зниження обсягів доменного і киснево-конверторного виробництва і зростаючими обсягами переплавки металобрухту у електросталеплавильному виробництві чорна металургія Сполучених Штатів, як заявляється спостерігаючі органи країни, має найнижчі показники викидів вуглекислого газу на тону продукції (American Iron and Steel Industry, 2009b). — Кливленд-Клиф применила водород как частичную замену кокса. Але все одно хочуть демонтувати цю піч і замінити її установкою прямого одержання заліза і 2 електропечами. Має зменшити викиди парникових газів на 1 млн т на рік. Електротехнічна сталь є ключовим компонентом деяких екологічних технологій. Розвиток електросталеплавління у США розглядається як 1 зі способів розвитку безвуглицевої металургії.
В США переплавляється велика кількість металобрухту від автомобілів. У ньому містяться ртутні вимикачі. У серпні 2006 року Агенція з навколишнього середовища США оголосила національну програму з вилучення всіх доступних ртутних перемикачів з автомобільного брухту з досягненням ефективності вилучення 80-90 % до 2017 року. За національною програмою планувалося вилучити до 40 млн ртутьвмісних вимикачів. Це значно скоротить викиди ртуті у атмосферу четвертим за обсягами викидів її джерелом у США — печей, що переплавляють металобрухт. У лютому 2008 року будо зібрано 1 млн ртутних автомобільних перемикачів, що склало понад 1 т ртуті, що могла потрапити у навколишнє середовище. Данною Національною програмою визначено норми викидів у повітря для металургійних заводів не тільки ртуті, але й інших речовин.
Більшість старих великих металургійних заводів повного циклу виробництва розташовані на північному сході країни, в районі прісноводних Великих озер (на берегах озер або на берегах річок, що впадають у Великі озера) і, відтак, є забруднювачами не лише повітря, а й важливих джерел питної води. Державними органами встановлено норми скидів для заводів, однак, через аварії на заводах можлві несанкційні скиди забруднювачів. Наприклад, у 2019 році на заводі Бернс Харбор зламався насос циркуляції води у системі газоочистки доменного газу. Це змусило завод забирати воду з озера Мічиган. Оскільки насоси системи очистки води не працювали, вода стала «одноразовою» — замість очищення її і повторного використання у замкнутій системі очищення доменного газу, її довелося скидати неочищенною у річку Літл-Кальюмет-Рівер (англ. Little Calumet River). До річки потрапили ціаніди і аміачний азот. Постраждали водні тварини, було припинено забор питної води поблизу і закрито пляжи. Заводом було скинуто на кілька мільйонів галонів забрудненої води більше, ніж зазвичай. Насоси починили через 5 днів.
За перевищення норм викидів та несанкційні викиди у повітря і воду компаніям виписуються штрафи, що залежно від масштабів порушень можуть сягати від десятків тисяч до кількох мільйонів доларів. Компанії доволі часто порушують норми викидів і часто перевищують їх у дуже багато разів. З 2003 по 2007 рік компанія U.S. Steel порушила норми дозволів Національної системи ліквідації викидів забруднюючих речовин на одному лише заводі Грейт Лейкс понад 170 разів.
Заводи і компанії інколи одержують гранти на поліпшення екологічності свого виробництва.
Планують замінити доменну піч установкою прямого одержання заліза і 2 електросталеплавильними печами для переплавлення одержанного заліза, прибрати коксовий завод.

## Виноски
1. ↑  Problems of American Small Business. Part 10. U.S. Government Printing Office, Washington, 1947]. Page 1864. (англ.)
2. ↑  1945 Extension of Reciprocal Trade Agreements Act. U.S. Government Printing Office, Washington, 1945. Page 1020. (англ.)
3. ↑  How Much Railroad Plant Is Needed? // Railway Age. Vol. 122, April 5, 1947, № 14]. Page 1022. (англ.)
4. ↑  Foreign Trade and Tariff Proposals. U.S. Government Printing Office, 1968. 2249. (англ.)
5. ↑  Raymond A. Mohl, Neil Betten. Steel City: Urban and Ethnic Patterns in Gary, Indiana, 1906—1950. Holmes & Meier, 1986. Page 4. (англ.)
6. 1 2 3  Г. Г. Ефименко, А. А. Гиммельфарб, В. Е. Левченко. Металлургия чугуна. — Издание второе. — К.: Вища школа. — 1974. (рос.)
7. ↑  World Steel in Figures 2024 (PDF). World Steel Association. 2024. Процитовано 15 грудня 2024.
8. ↑  2024 Minerals Yearbook. 2024 P. 94. (англ.)
9. ↑  2017 Minerals Yearbook. 2020 P. 37.1. (англ.)
10. ↑  Rickard, Stephanie J. (2020). Economic Geography, Politics, and Policy. Annual Review of Political Science. 23: 187—202. doi:10.1146/annurev-polisci-050718-033649. (англ.)
11. ↑  Iron and Steel. Minerals Yearbook 2000. 2001. P. 40.5 (англ.)
12. ↑  Iron and Steel. Minerals Yearbook 2022. 2024. (англ.)
13. ↑  Iron and Steel. // Mineral Commodity Summaries 2024. U.S. Geological Survey, Reston, Virginia: 2024. pp. 94 — 95. ISBN 978-1-4113-4544-7 (англ.)
14. ↑  Horsley, Scott (8 березня 2018). Trump Formally Orders Tariffs on Steel, Aluminum Imports. NPR. Архів оригіналу за 31 грудня 2019. Процитовано 14 березня 2018.
15. ↑  Iron and Steel. Minerals Yearbook 2019. 2020. (англ.)
16. ↑  Iron Ore Statistics and Information. www.usgs.gov. U.S. Geological Survey. Процитовано 3 січня 2025. (англ.)
17. ↑  Iron and Steel Statistics and Information. www.usgs.gov. U.S. Geological Survey. Процитовано 3 січня 2025. (англ.)
18. ↑  Slag—Iron and Steel. // 2017 Minerals Yearbook. U.S. Department of the Interior, U.S. Geological Survey, 2020. P. 69.1 — 69.8. (англ.)
19. ↑  Большая советская энциклопедия : в 30 т. / главн. ред. А. М. Прохоров. — 3-е изд. — М. : «Советская энциклопедия», 1969—1978. (рос.)
20. 1 2 3  Iron ore. // Minerals Yearbook. U.S. Geological Survey, 2024. (англ.)
21. 1 2 3  Locations. www.ussteel.com. United States Steel Corporation. 2024. Процитовано 15 грудня 2024. (англ.)
22. 1 2 3  Steel mill at Zug Island still operating with a fraction of the workforce it once had. Detroit Free Press. 2024. Процитовано 15 грудня 2024. (англ.)
23. ↑  Great Lakes Ssteel Works. clui.org. Center for Land Use Interpretation. 2024. Процитовано 15 грудня 2024. (англ.)
24. ↑  United States Steel Great Lakes Works. Abandoned. 17.04.2024. Процитовано 15 грудня 2024. (англ.)
25. 1 2  Future of Granite City plant in limbo after Japanese company buys U.S. Steel. St. Louis Public Radio. 18.12.2023. Процитовано 31 грудня 2024. (англ.)
26. 1 2  As U.S. Steel-Nippon deal waits for OK, hundreds of Granite City steelworkers still in limbo. Charter Communications. 18.10.2024. Процитовано 31 грудня 2024. (англ.)
27. ↑  Indiana Harbor. www.clevelandcliffs.com. Cleveland-Cliffs Inc. 2024. Процитовано 28 грудня 2024. (англ.)
28. ↑  Burns Harbor. www.clevelandcliffs.com. Cleveland-Cliffs Inc. Процитовано 17 листопада 2024. (англ.)
29. ↑  Burns Harbor Works. ttps://clui.org. CLUI. Процитовано 17 листопада 2024. {{cite web}}: Зовнішнє посилання в |website= (довідка) (англ.)
30. ↑  Middletown Works. www.clevelandcliffs.com. Cleveland-Cliffs Inc. Процитовано 17 листопада 2024. (англ.)
31. 1 2  A $500M grant for Middletown Works could have a ripple effect on Ohio's green economy. www.wcpo.com. Scripps Media, Inc. Процитовано 17 листопада 2024. (англ.)
32. 1 2  Middletown’s Cleveland-Cliffs to become one of several green steel plants in the U.S. www.fox19.com. A Gray Local Media Station. 25.03.2024. Процитовано 17 листопада 2024. (англ.)
33. ↑  Cleveland. www.clevelandcliffs.com. Cleveland-Cliffs Inc. Процитовано 17 листопада 2024. (англ.)
34. ↑  Dearborn Works. www.clevelandcliffs.com. Cleveland-Cliffs Inc. Процитовано 17 листопада 2024. (англ.)
35. 1 2  Cleveland-Cliffs Completes Successful Blast Furnace Hydrogen Injection Trial at Middletown Works. www.clevelandcliffs.com. Cleveland-Cliffs Inc. 8/05/2023. Процитовано 3 січня 2025.
36. ↑  Investors News Details. www.clevelandcliffs.com. Cleveland-Cliffs Inc. Процитовано 17 листопада 2024. (англ.)
37. ↑  U. S. Steel’s Research and Technology Center. www.ussteel.com. United States Steel Corporation. 2024. Процитовано 15 грудня 2024. (англ.)
38. ↑  https://www.greencarcongress.com/2023/05/20230509-cliffs.html
39. ↑  https://www.gem.wiki/Cleveland-Cliffs_Middletown_steel_plant
40. ↑  https://pubs.usgs.gov/periodicals/mcs2024/mcs2024-iron-steel.pdf
41. ↑  Iron and Steel. // Minerals Yearbook. 2008. P. 37.1. (англ.)
42. 1 2  Iron and Steel. // Minerals Yearbook. 2009. P. 37.1. (англ.)
43. ↑  Cleveland Cliffs LLC, Burns Harbor (formerly ArcelorMittal Burns Harbor), Portage, Indiana. Unated States Environmental Protection Agency. 20.05.2024. Процитовано 1 грудня 2024.
44. ↑  U.S. sues AK Steel on pollution. www.marketwatch.com. MarketWatch, Inc. 20.06.2000. Процитовано 17 листопада 2024. (англ.)
45. ↑  EPA probes air quality near ArcelorMittal's Cleveland mill. Advance Local Media LLC. 9.03.2008. Процитовано 1 грудня 2024.
46. 1 2  Environmental groups file notice to sue over air pollution concerns at Dearborn factory. www.detroitnews.com the detroit news. www.detroitnews.com. 3.03.2021. Процитовано 17 листопада 2024. (англ.)
47. ↑  U.S. Steel fined $2.2M, required to make repairs for Midwest pollution. Detroit Free Press. www.freep.com. 23.10.2016. Процитовано 2 січня 2025.
48. ↑  U.S. Steel to Pay More than $1.2M in Lake Michigan Chemical Spill Case. Insurance Jurnal. Wells Media Group, Inc. 5/04/2018. Процитовано 2 січня 2025.
49. ↑   https://eponline.com/articles/2007/02/01/us-steel-to-pay-300000-fine-for-zinc-ammonia-discharges.aspx. Процитовано 2 січня 2025. {{cite web}}: Пропущений або порожній |title= (довідка)
50. ↑  www.yahoo.com. {{cite web}}: |access-date= вимагає |url= (довідка); Пропущений або порожній |title= (довідка); Пропущений або порожній |url= (довідка)
51. ↑   https://www.clevelandcliffs.com/news/news-releases/detail/629/cleveland-cliffs-selected-to-receive-575-million-in-us. Процитовано 2 січня 2025. {{cite web}}: Пропущений або порожній |title= (довідка)
52. ↑   https://www.energy.gov/articles/biden-harris-administration-announces-6-billion-transform-americas-industrial-sector. Процитовано 2 січня 2025. {{cite web}}: Пропущений або порожній |title= (довідка)
53. ↑   (PDF) https://d9-wret.s3.us-west-2.amazonaws.com/assets/palladium/production/mineral-pubs/iron-steel/myb1-2011-feste.pdf. Процитовано 2 січня 2025. {{cite web}}: Пропущений або порожній |title= (довідка)